# Priština
Priština (albánsky Prishtinë nebo Prishtina, srbsky  Приштина / Priština) je hlavní město Kosova a sídlo Opštiny Priština a Prištinského okruhu. Priština je rozlohou i počtem obyvatel největším městem Kosova a je obývána převážně Albánci, z nichž tvoří po albánské Tiraně druhé největší hlavní město obývané Albánci. Na ploše 507 km² bydlí asi 200 tisíc obyvatel.
Oblast Prištiny byla obývána lidmi již od prehistorických dob a byla domovem několika ilyrských národů. Dardanský král Bardyllis ve 4. století př. n. l. sjednotil různé kmeny a založil Dardanské království. Dědictví klasického období představuje osada Ulpiana, která byla považována za jedno z nejvlivnějších římských měst na Balkánském poloostrově. Po rozdělení Římské říše na západní a východní polovinu zůstala oblast mezi 5. a 9. stoletím v područí Byzantské říše. I když v polovině 9. století byla postoupena první bulharské říši, než se na počátku 11. století opět dostala pod byzantskou okupaci a nakonec od konce 11. století do druhé bulharské říše.
V pozdním středověku byla Priština významným městem středověkého Srbska tvořícím královský majetek srbských králů. Po dobytí Balkánu Osmanskou říší se Priština díky své strategické poloze v blízkosti bohatého hornického města Novo Brdo stala důležitým hornickým a obchodním centrem. Město bylo známé svými obchodními trhy a výrobky, jako jsou kozí kůže a kozí srst a také střelný prach.  První mešita v Prištině byla postavena na konci 14. století, když byla pod srbskou nadvládou.
Priština je hlavním městem a hospodářským, finančním, politickým, obchodním a kulturním centrem Kosova, a to díky své poloze ve středu země. Je sídlem moci kosovské vlády, pracovním sídlem prezidenta a premiéra Kosova a sídlem kosovského parlamentu. Priština je také nejdůležitějším dopravním uzlem Kosova pro leteckou, železniční a silniční dopravu. Mezinárodní letiště Priština je největším letištěm v zemi a patří mezi největší v regionu. Z města vychází řada rychlostních silnic a dálnic, například R 6 a R 7, které ho spojují s Albánií a Severní Makedonií. 

## Etymologie
Název města by mohl být odvozen od praslovanského nářečního slova *pryščina, které znamená "pramen (vody)" a je doloženo i v moravských nářečích češtiny; je odvozeno od slovesa *pryskati, které znamená "šplíchat" nebo "stříkat" (v současné srbštině prskati). Toponymum Priština se objevuje také jako název vesnice u města Teslić v dnešní Bosně a Hercegovině.
Ernst Eichler vidí souvislost s římským císařem Justiniánem I., o němž se předpokládá, že nechal Prištinu postavit. Pojem Priština považuje za složeninu jeho jména.
Slovinský jazykovědec Marko Snoj navrhuje odvození od slovanské podoby *Prišьčь, přivlastňovacího přídavného jména od osobního jména *Prišьkъ, (dochovaného v kajkavském příjmení Prišek, ve staropolském osobním jméně Parzyszek a v polském příjmení Pryszczyk) a odvozovací přípony -ina 'patřící X a jeho příbuzným'. Jméno je nejspíše patronymem osobního jména *Prišь, zachovaného jako příjmení v lužickosrbském Priš, a polského Przybysz, hypokoristika slovanského osobního jména Pribyslavъ. Podle Aleksandara Lomy by etymologie Snoje předpokládala vzácný a relativně pozdní slovotvorný proces.
Falešná etymologie spojuje jméno Priština se srbským slovem prišt (пришт) ve významu "vřed" nebo "nádor", což odkazuje na jeho "vření". Toto vysvětlení však nemůže být správné, neboť slovanská pomístní jména zakončená na -ina odpovídající buď přídavnému jménu, nebo jménu obyvatele, kterému tato přípona chybí, jsou utvořena z osobních jmen nebo označují osobu a nikdy se za těchto podmínek neodvozují od obecných podstatných jmen (SNOJ 2007: loc. cit.). Obyvatelé tohoto města se nazývají Prishtinali v místní ghegské albánštině nebo Prištevci (Приштевци) v místním srbském dialektu. 

## Geografie
Geograficky se Priština nachází na rozhraní centrální části Kosova a jeho severovýchodního okraje, v blízkosti místa historicky významné Bitvy na Kosově poli. Směrem na západ se nachází rovinatá krajina a obec Kosovo Polje, směrem na východ se krajina mírně zvedá směrem k pohoří Grmija, které se táhne v severo-jižním směru a jehož vrcholky mají nadmořskou výšku okolo 900–1000 m n. m.
Priština se rozkládá na ploše 572 km² v nadmořské výšce 652 m. Je lokalizovaná 185 km severovýchodně od Tirany v Albánii 250 km jižně od srbského Bělehradu, 180 km západně od bulharské Sofie a 70 km severně od severomakedonské metropole Skopje. Z Prištiny je dobrý výhled na pohoří Šar planinu, která leží několik desítek kilometrů na jih. Na západ od Prištiny leží dvě další města, Obilić a Kosovo Polje, která jsou již prakticky jejími předměstími.
Priština leží na náplavové rovině v oblastech Llap a Kosovo napříč Goljakovskými vrchy. K vodním plochám v prištinské obštině patří přehrady Batlavské jezero a Badovacké jezero a řeky Lab, Prištovka a Vellusha. Na východě Prištiny leží park Germia, který se rozkládá na severu u obcí Llukar a Kolovica a na jihu u Badovace.
Priština je jednou z městských oblastí s největším nedostatkem vody v Kosovu, její obyvatelé se musí denně potýkat s omezováním dodávek vody kvůli nedostatku dešťových a sněhových srážek, což způsobilo, že zásoby vody v Prištině jsou v hrozném stavu. Zásobování vodou pochází ze dvou hlavních přehradních nádrží Batlava a Badovac. S dodávkami vody z těchto dvou nádrží, které zásobují 92 % obyvatel Prištiny, je však mnoho problémů, a proto úřady zvýšily své úsilí o nápravu situace a o to, aby město podobné krize již nepostihly.
Středem Prištiny protéká jediná řeka (Prištevka), která však byla svedena do podzemních tunelů, a na povrch vystupuje až za městem. Prochází přibližně v blízkosti železniční trati.

### Klimatické poměry
Podle Köppenovy klasifikace podnebí spadá Priština do okrajové oceánické klimatické oblasti (Cfb) s průměrnou roční teplotou 10,6 °C. Nejteplejším měsícem v Prištině je srpen s průměrnou teplotou stoupající na 21,8 °C, naopak nejchladnějším měsícem je leden s průměrnou teplotou klesající na -0,6 °C. Priština má mírné klima s průměrným ročním slunečním svitem 2910 hodin. Nejslunečnějším měsícem v roce je červenec s průměrným slunečním svitem kolem 11,5 hodiny denně a naopak v lednu je průměrný sluneční svit méně než 4,5 hodiny denně. Průměrná roční teplota v červenci dosáhne 30 °C, v lednu -0,6 °C. Na rozdíl od řady dalších měst v regionu je v Prištině o trochu chladnější podnebí, a to vzhledem k nadmořské výšce města (pohybující se okolo 550–730 m n. m. Prší po celý rok, více srážek spadne v květnu, červnu a v listopadu.

| Priština – podnebí          | Priština – podnebí | Priština – podnebí | Priština – podnebí | Priština – podnebí | Priština – podnebí | Priština – podnebí | Priština – podnebí | Priština – podnebí | Priština – podnebí | Priština – podnebí | Priština – podnebí | Priština – podnebí | Priština – podnebí |
| Období                      | leden              | únor               | březen             | duben              | květen             | červen             | červenec           | srpen              | září               | říjen              | listopad           | prosinec           | rok                |
| --------------------------- | ------------------ | ------------------ | ------------------ | ------------------ | ------------------ | ------------------ | ------------------ | ------------------ | ------------------ | ------------------ | ------------------ | ------------------ | ------------------ |
| Průměrné denní maximum [°C] | 3,3                | 5,4                | 10,1               | 15,3               | 19,8               | 24,1               | 26,8               | 27,4               | 21,6               | 16,2               | 10,3               | 4,4                | 15,4               |
| Průměrná teplota [°C]       | −0,6               | 1,1                | 5,1                | 10,1               | 14,8               | 18,9               | 21,5               | 21,8               | 16,5               | 11,2               | 5,9                | 0,8                | 15,4               |
| Průměrné denní minimum [°C] | −3,7               | −2,5               | 0,6                | 4,9                | 9,7                | 13,8               | 16,1               | 16,3               | 11,8               | 7                  | 2,5                | −2                 | 6,2                |
| Nejnižší teplota [°C]       | −25,8              | −21,8              | −10,8              | −5,8               | −1,0               | 3,0                | 7,0                | 7,0                | −2,0               | −6,4               | −12,2              | −25,8              | −25,8              |
| Průměrné srážky [mm]        | 47                 | 45                 | 62                 | 73                 | 80                 | 67                 | 54                 | 40                 | 49                 | 48                 | 50                 | 60                 | 675                |
| Dní se srážkami             | 7                  | 6                  | 8                  | 9                  | 10                 | 9                  | 7                  | 6                  | 6                  | 6                  | 7                  | 8                  | 89                 |
| Slunečných hodin na den     | 4,7                | 5,3                | 7,1                | 9,1                | 10,1               | 11,2               | 11,5               | 11,0               | 8,6                | 6,7                | 5,7                | 4,5                | 8,0                |
| Zdroj:                      |                    |                    |                    |                    |                    |                    |                    |                    |                    |                    |                    |                    |                    |

### Životní prostředí

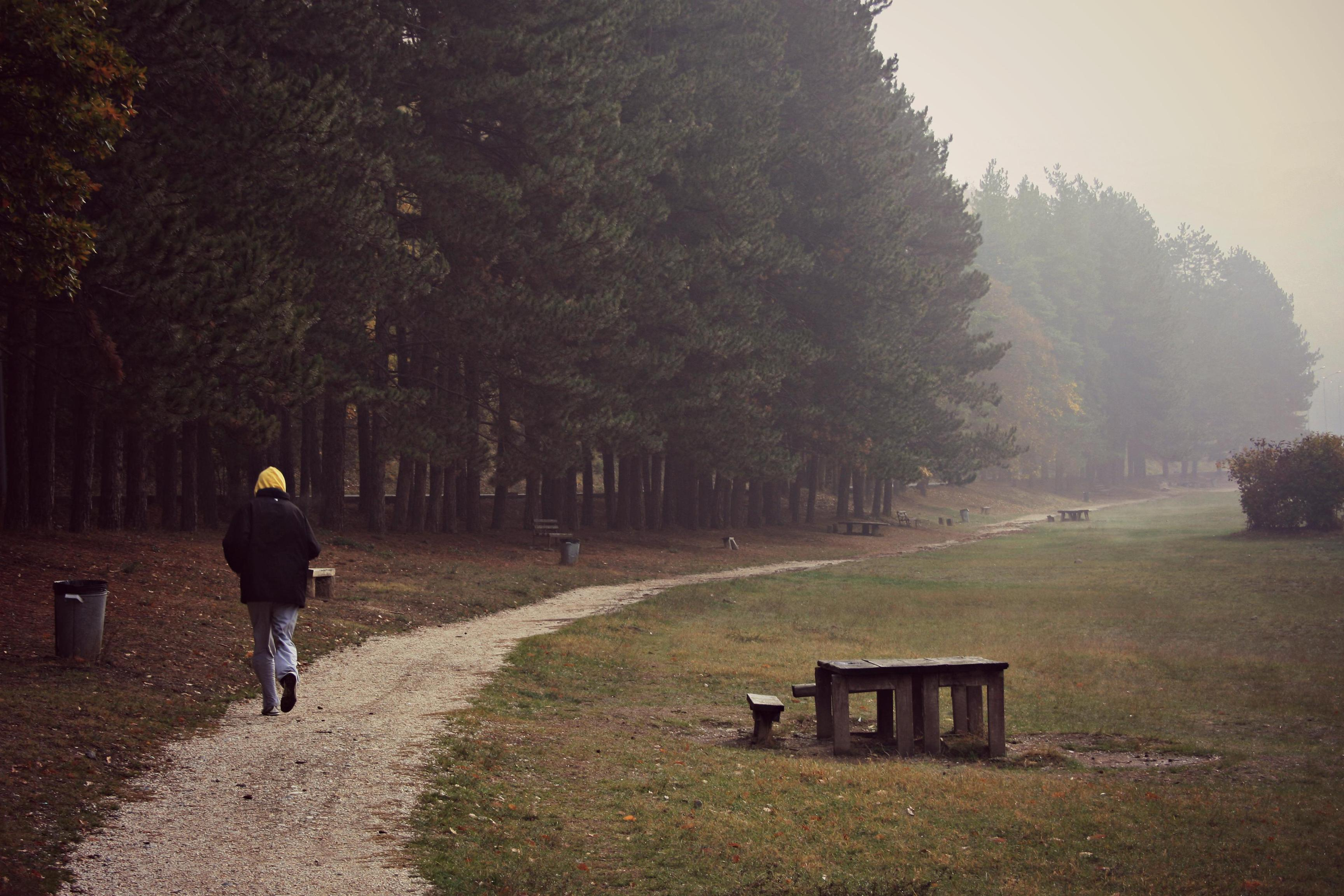
Park Grmija na východním okraji Prištiny.

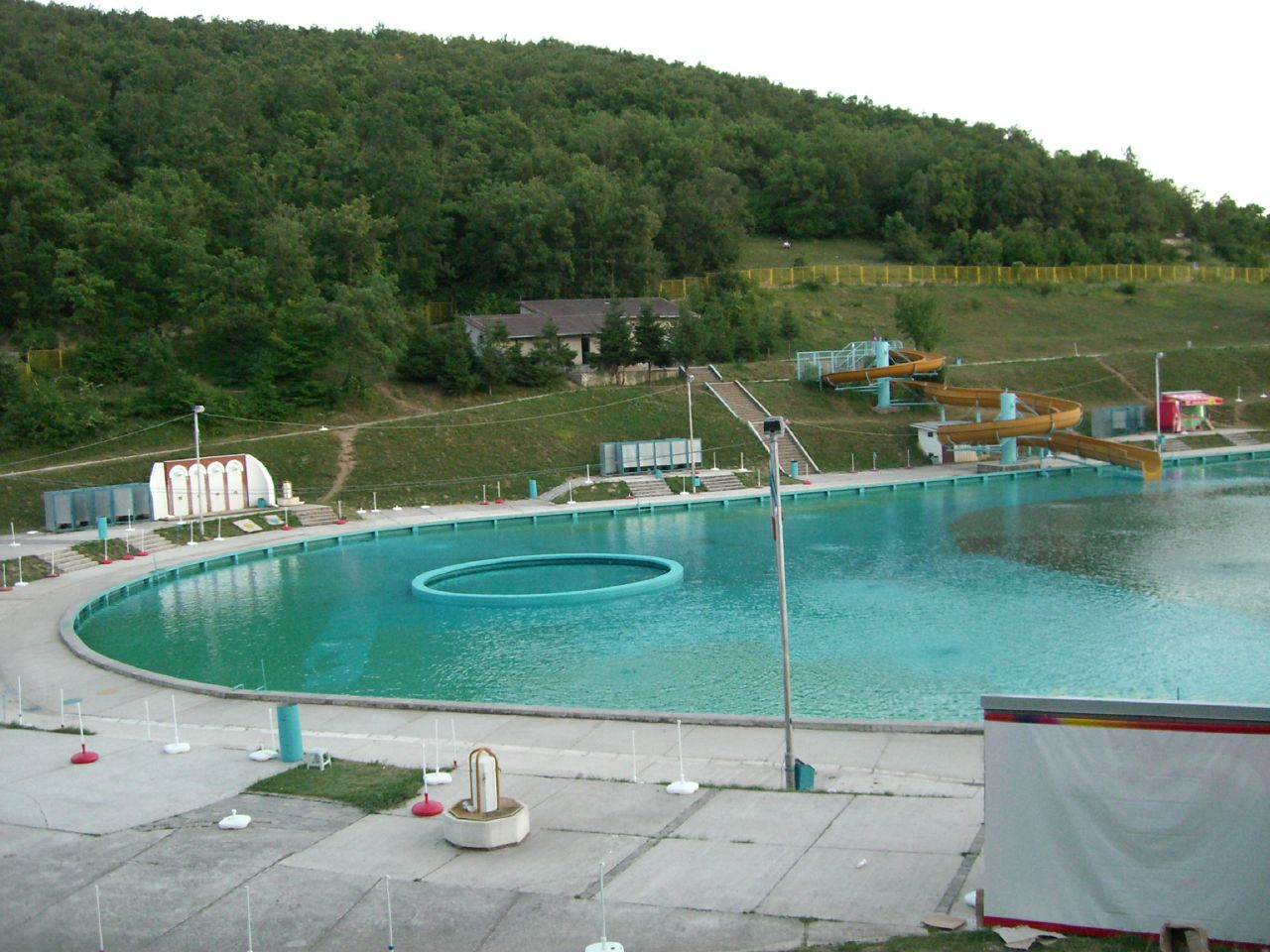
Koupaliště na okraji parku.

Ve městě je velmi málo parků a městských lesů. Parku i Qytetit (Městský park) patří spolu s parkem Taukbahçe a Arbëria k jediným skutečným zeleným místům ve městě. Mnohem větší přírodní park Grmija se nachází na východ od města, v pohoří stejného názvu. Kromě řady turistických tras se zde nachází také koupaliště a otevřené divadlo.
Po roce 2008 byl střed města modernizován a upraven. Vznikla nová pěší zóna (třída Matky Terezy) a v roce 2018 bylo renovováno náměstí A. Jashariho, které představuje jeden ze středů historického města.
Priština se i přes zlepšení v oblasti veřejné zeleně potýká s vysokou mírou znečištění ovzduší. Spolu s několika dalšími městy v regionu je na tom nejhůře na celém Balkáně. Problematická je doprava, vytápění a nedaleko existující zastaralé elektrárny (Kosovo A a Kosovo B). Řada průmyslových podniků vypouští do ovzduší škodliviny, aniž by byly filtrovány tak, jako je tomu v zemích EU. Hodnoty škodlivých částic bývají v zimních měsících několikanásobně nad limity povolenými kosovskými ale i evropskými normami. Město avizovalo program výměny topidel ve snaze snížit znečištění o více než 90 %.
Problematickou otázkou města je (stejně jako je tomu v celém regionu) i odpadové hospodářství; Priština se potýká s vysokou mírou znečištění odpadem i divokými skládkami.
Vodovodní síť nepokrývá všechny části města (vzhledem k bouřlivému rozvoji Prištiny v posledních 20 letech). Odpadní vody jsou vypouštěny do říčky Prištevky a dále do vodní krajiny; čističky odpadních vod jsou nedostačující nebo zcela chybí. V nápravě této situace pomáhají Prištině různé státy, včetně Česka, které zafinancovalo stavbu několika ČOV. Od roku 1999 bylo modernizováno v tomto směru 75 % místní infrastruktury.

## Historie

### Raný vývoj

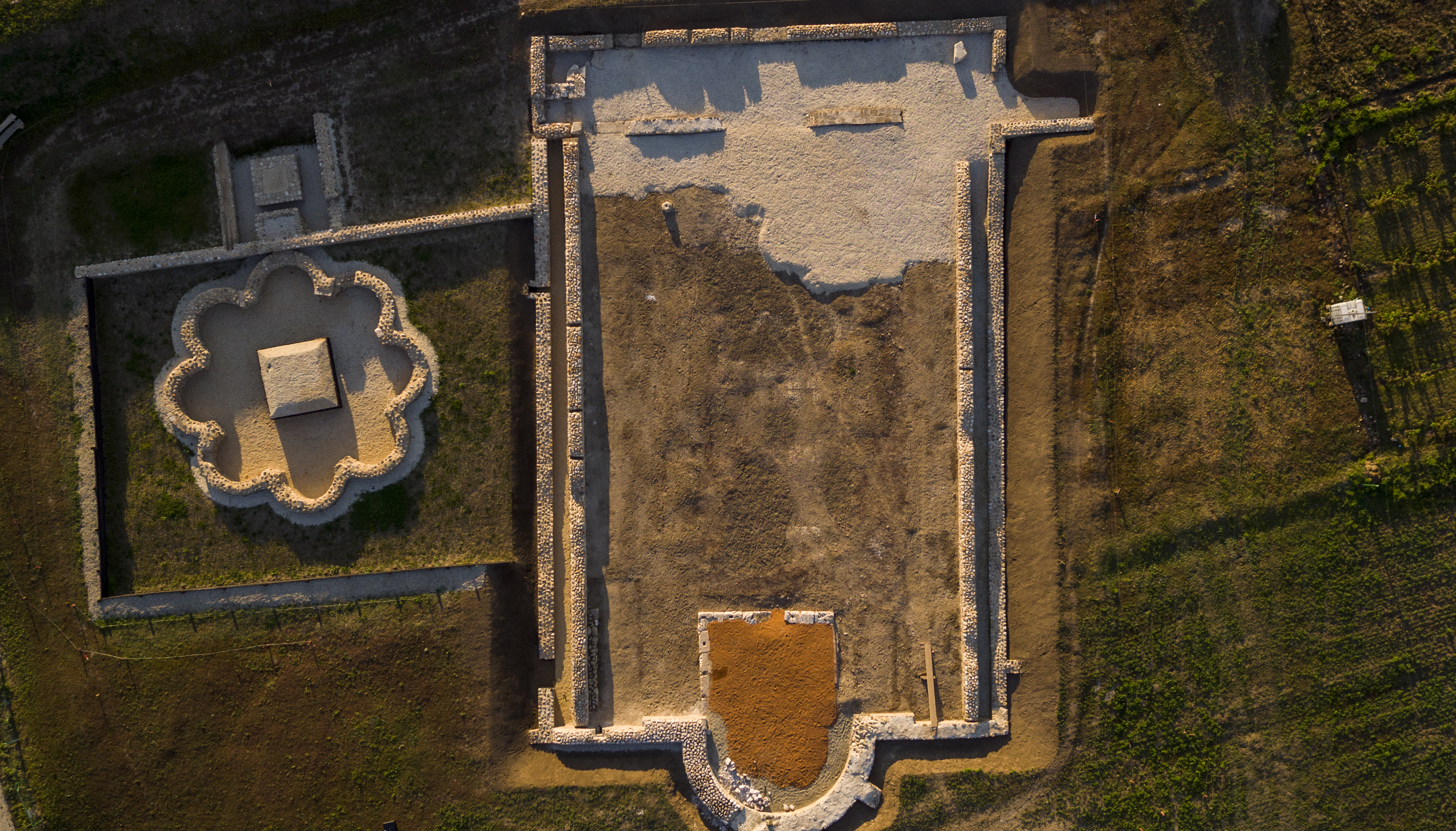
Ulpiana hrála důležitou roli v rozvoji jednoho z nejdůležitějších měst v Dardanii.

Oblast Prištiny byla osídlena lidmi již v prehistorických dobách několika neolitickými kulturami, mezi něž patřily kultura Badenská, Bubanj-Hum, Starčevo a Vinča. Nejstarší dochované doklady byly objeveny v Gračanici, Matiçanu a Ulpianě. Ve 4. století př. n. l. král Bardyllis sjednotil různé ilyrské kmeny a založil Dardanské království. Po dobytí Ilyrie Římany v roce 168 př. n. l. Římané kolonizovali a založili v regionu několik měst.
Ulpiana byla významným římským městem na Balkánském poloostrově a ve 2. století př. n. l. byla vyhlášena municipiem. Ulpiana utrpěla obrovské škody při zemětřesení v roce 518 n. l. Po rozdělení Římské říše na západní a východní polovinu zůstala oblast po následující staletí v Byzantské říši. Císař Justinián I. město přestavěl ve velkém lesku a přejmenoval ho na "Justiniana Secunda", avšak s příchodem Slovanů v 6. století osada opět zchátrala a v polovině 9. století byla postoupena První bulharské říši.

### 11. až 16. století

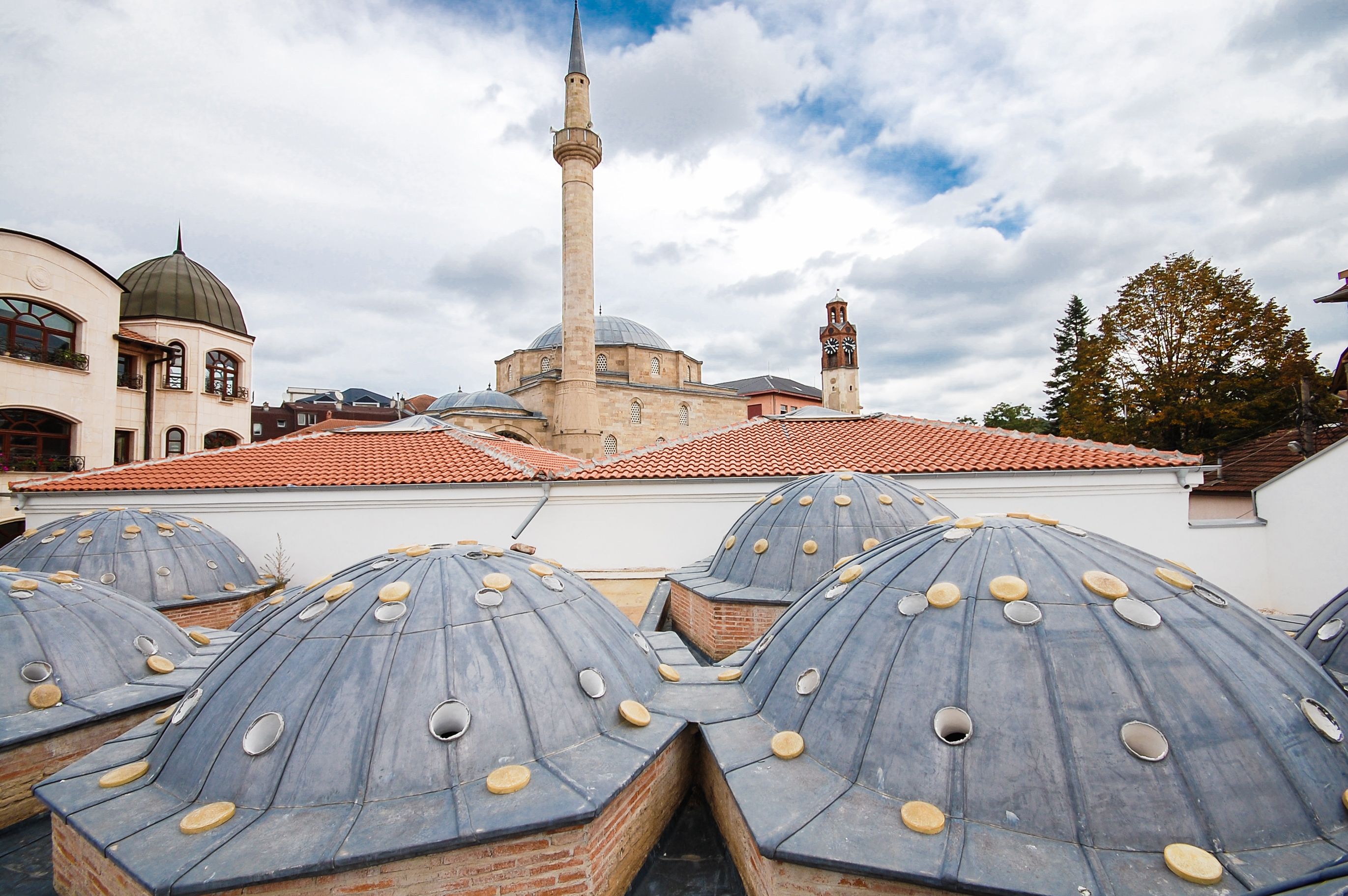
Sultánova mešita byla postavena na příkaz sultána Mehmeda Dobyvatele v 15. století.

Na počátku 11. století se dostalo pod byzantskou nadvládu a oblast byla začleněna do provincie zvané Bulharsko. Od konce 11. do poloviny 13. století byla několikrát postoupena druhé bulharské říši. Město bylo královským majetkem Uroše II. Milutina, Štěpána Uroše III., Štěpána Dušana, Štěpána Uroše V. a Vuka Brankoviće. Nedaleký klášter Gračanica založil Uroš II. Milutin asi v roce 1315. První historická zmínka o Prištině podle jejího jména pochází z roku 1342, kdy byzantský císař Jan VI. Kantakouzenos popsal Prištinu jako "vesnici". V době Srbského království na počátku 14. století vedla přes Prištinu hlavní cesta mezi západním Balkánem a Konstantinopolí. Na přelomu 15. a 16. století v době Srbského despotátu byla Priština významným obchodním místem se stříbrem, přičemž mnoho obchodníků pocházelo z Raguské republiky.
Mezi koncem 14. a polovinou 15. století se ve městě postupně prosadila osmanská nadvláda. V průběhu 14. a 15. století se Priština díky blízkosti bohatého hornického města Novo Brdo a díky své poloze na balkánských obchodních cestách rozvíjela jako významné hornické a obchodní centrum. Staré město rozprostírající se mezi řekami Vellusha a Prishtevka, které jsou dnes obě zasypané, se stalo důležitým řemeslnickým a obchodním centrem. Priština byla proslulá každoročními obchodními veletrhy (Panair) a výrobou předmětů z kozí kůže a kozí srsti. Provozovalo se zde kolem 50 různých řemesel od koželužství přes barvení kůží, výrobu opasků a tkaní hedvábí až po řemesla spojená s vojenstvím - zbrojíře, kováře a sedláře. Již v roce 1485 začali prištinští řemeslníci vyrábět také střelný prach. Obchod vzkvétal a v Prištině, která byla v té době administrativně součástí Vučitrnského sandžaku, se rozrůstala kolonie raguských obchodníků (z dnešního Dubrovníku), kteří zajišťovali spojení prištinských řemeslníků s okolním světem. První mešita byla postavena koncem 14. století ještě pod srbskou nadvládou. Defter z roku 1487 zaznamenal 412 křesťanských a 94 muslimských domácností v Prištině, která byla v té době administrativně součástí Vučitrnského sandžaku.
V rané osmanské éře byl islám městským fenoménem a šířil se jen pomalu s rostoucí urbanizací. Cestovatel Evlija Čelebi, který Prištinu navštívil v 60. letech 16. století, byl ohromen jejími pěknými zahradami a vinicemi. V těchto letech byla Priština součástí Vučitrinského sandžaku a jejích 2 000 rodin se těšilo klidu a stabilitě osmanské éry. Hospodářský život byl řízen cechovním systémem (esnafy), přičemž koželužský a pekařský cech kontroloval ceny, omezoval nekalou konkurenci a fungoval jako banka pro své členy. Náboženskému životu dominovaly náboženské charitativní organizace, které často stavěly mešity nebo kašny a poskytovaly milodary chudým. 

### 17. až 20. století

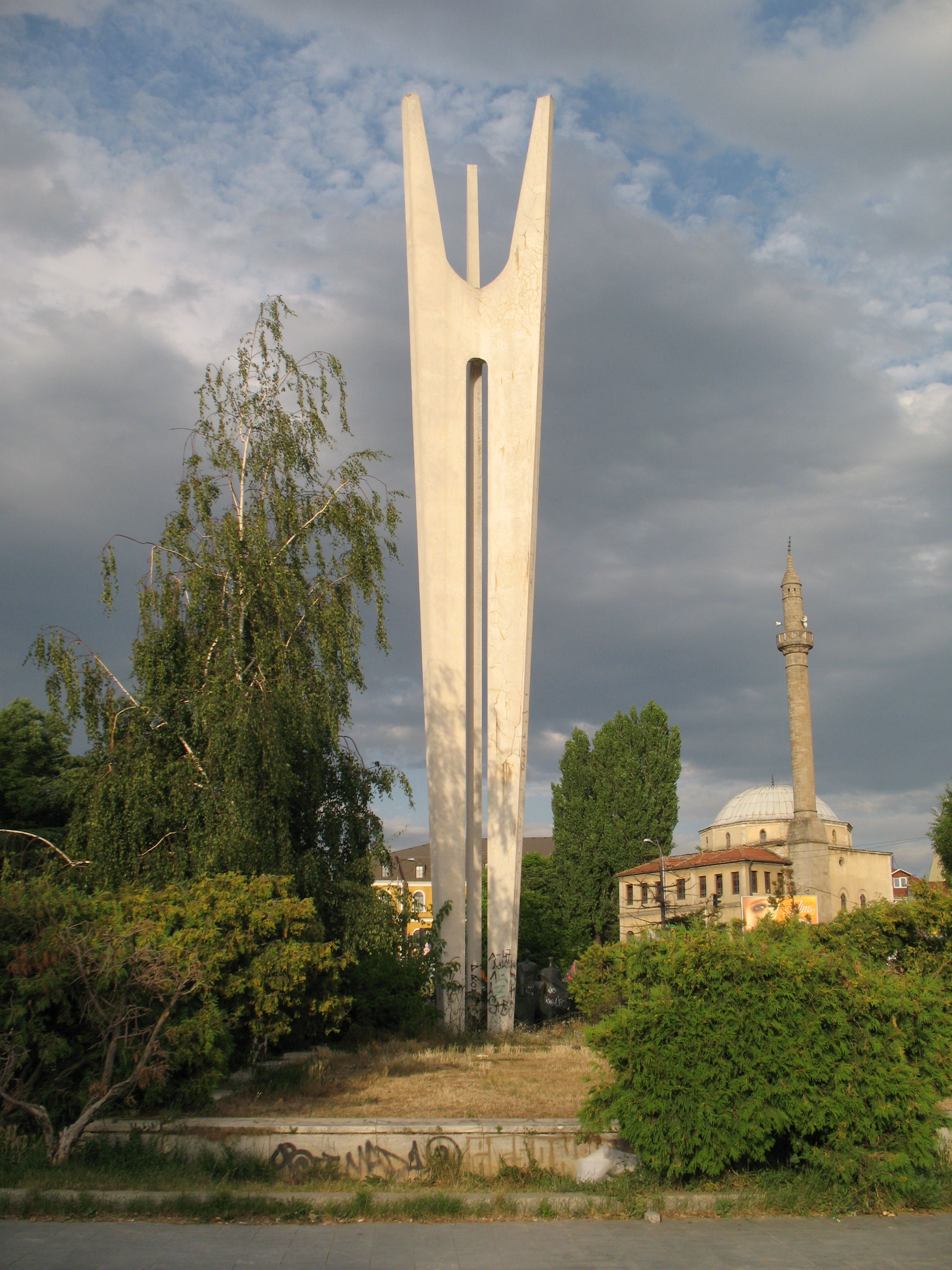
Pomník bratrství a jednoty od Miodraga Živkoviće v centru města. "Bratrství a jednota" bylo oblíbené heslo Komunistické strany Jugoslávie.

Během rakousko-turecké války na konci 17. století obyvatelé Prištiny pod vedením katolického albánského kněze Pjetëra Bogdaniho slíbili věrnost rakouské armádě a dodávali vojáky. Do rakouské armády, která dorazila do Prištiny, poskytli sílu 6 000 albánských vojáků. Za rakouské okupace byla Sultánova mešita nakrátko přeměněna na Jezuitský kostel.  Po rakouské porážce v lednu 1690 byli obyvatelé Prištiny vydáni na milost a nemilost osmanským a tatarským vojskům, která se mstila místnímu obyvatelstvu za jeho spolupráci s Rakušany. Francouzský důstojník cestující do Prištiny brzy poté poznamenal, že "Priština vypadá z dálky impozantně, ale zblízka je to masa blátivých ulic a domů z hlíny". V druhé polovině devatenáctého století měla 17 000 obyvatel a třináct mešit. V témže století Prištinu také poničily dva rozsáhlé požáry; v roce 1851 a 1863.
Rok 1874 znamenal zlom. Toho roku byl zahájen provoz na železnici mezi Soluní a Mitrovicí a sídlo prizrenského vilajetu bylo přemístěno do Prištiny. Toto výsadní postavení hlavního města osmanského vilajetu trvalo jen krátce, od ledna do srpna 1912 byla Priština osvobozena od osmanské nadvlády albánskými povstaleckými silami vedenými Hasanem Prishtinou. Srbské království se však postavilo proti plánu na vytvoření Velké Albánie a upřednostňovalo rozdělení evropského území Osmanské říše mezi čtyři balkánské spojence. Dne 22. října 1912 srbské síly obsadily Prištinu. Bulharsko, nespokojené se svým podílem na první balkánské válce, však v roce 1915 obsadilo Kosovo a vzalo Prištinu pod bulharskou okupaci. Dne 1. prosince 1918 obsadila Prištinu 11. francouzská koloniální divize a vrátila ji zpět do tehdejší "první Jugoslávie". V září 1920 umožnil dekret o kolonizaci nových jižních zemí" srbským kolonistům převzetí velkých osmanských statků v Prištině a půdy zabavené Albáncům." V meziválečném období došlo k prvnímu exodu albánsky a turecky mluvícího obyvatelstva." V letech 1929-1941 byla Priština součástí Vardarské Banoviny Království Jugoslávie.
Dne 17. dubna 1941 se Jugoslávie bezpodmínečně vzdala vojskům Osy. Dne 29. června Benito Mussolini vyhlásil Velkou Albánii, přičemž většina Kosova pod italskou okupací byla spojena s Albánií. Následovalo masové zabíjení Srbů, zejména kolonistů, a exodus desítek tisíc Srbů. Po kapitulaci Itálie převzalo kontrolu nad městem nacistické Německo. V květnu 1944 bylo 281 místních Židů zatčeno jednotkami 21. horské divize Waffen SS Skanderbeg (1. albánská), kterou tvořili převážně muslimští Albánci. Židé byli později deportováni do Německa, kde jich bylo mnoho zabito. Několik přeživších židovských rodin z Prištiny nakonec v roce 1949 odešlo do Izraele. V důsledku druhé světové války a nucené migrace klesl počet obyvatel Prištiny na 9 631.

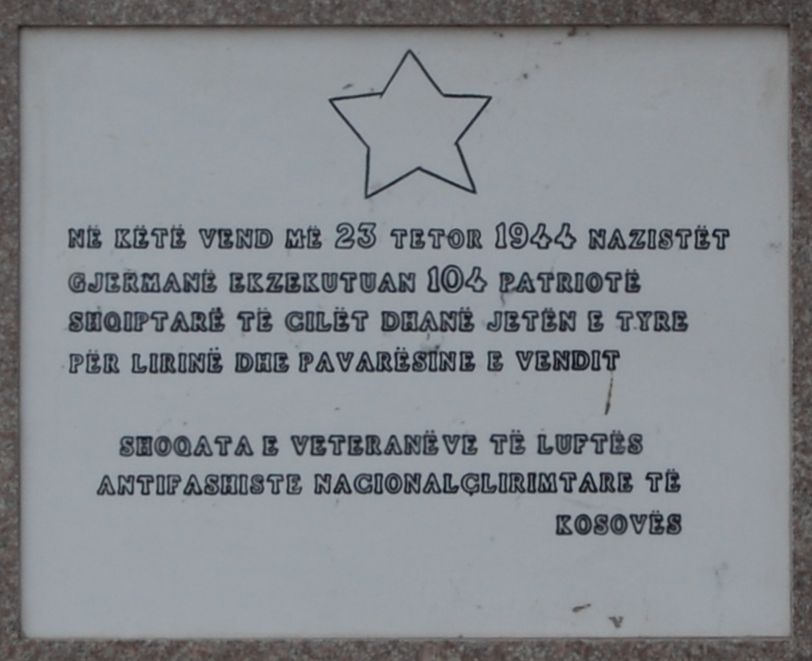
Válečný památník v Prištině.

Komunistické rozhodnutí učinit Prištinu hlavním městem Kosova v roce 1947 předznamenalo období rychlého rozvoje a naprostého zničení. Jugoslávské komunistické heslo té doby znělo uništi stari graditi novi (zničit staré, postavit nové). V mylné snaze o modernizaci města se komunisté pustili do ničení osmanského bazaru a velké části historického centra, včetně mešit, katolických kostelů a osmanských domů. Druhá dohoda podepsaná mezi Jugoslávií a Tureckem v roce 1953 vedla k odchodu dalších několika stovek albánských rodin z Prištiny. Zanechaly zde své domovy, nemovitosti a podniky, tato politika se však změnila na základě nové ústavy ratifikované v roce 1974. Jen málo z osmanských městských domů přežilo modernizační snahy komunistů, s výjimkou těch, které byly znárodněny, jako je dnešní muzeum Emina Gjiku nebo budova Ústavu pro ochranu památek.
Priština jako hlavní město a sídlo vlády získala velkou část jugoslávských rozvojových fondů směřujících do Kosova. V důsledku toho se počet obyvatel města a jeho ekonomika rychle měnily. V roce 1966 měla Priština jen málo zpevněných cest, ve starých měšťanských domech tekla voda a problémem stále byla cholera. Prizren byl i nadále největším městem Kosova. Masivní investice do státních institucí, jako byla nově založená Prištinská univerzita, výstavba nových výškových socialistických bytových domů a nové průmyslové zóny na okraji Prištiny přilákaly velké množství vnitřních migrantů. Tím skončilo dlouhé období, kdy byla tato instituce vedena jako pobočka Bělehradské univerzity, a došlo k výraznému posílení vzdělávání a kultury v albánském jazyce v Kosovu. Albáncům bylo také povoleno používat albánskou vlajku [citace potřebná].
Během deseti let se počet obyvatel Prištiny téměř zdvojnásobil z 69 514 v roce 1971 na 109 208 v roce 1981. Tento zlatý věk rychlého růstu financovaného zvenčí byl přerušen hospodářským kolapsem Jugoslávie a studentskými bouřemi v roce 1981. Priština se stejně jako zbytek Kosova propadla do prohlubující se hospodářské a sociální krize. V roce 1989 došlo za vlády Miloševiče ke zrušení kosovské autonomie, vzestupu srbského nacionalismu a masovému propouštění etnických Albánců.

#### Kosovská válka

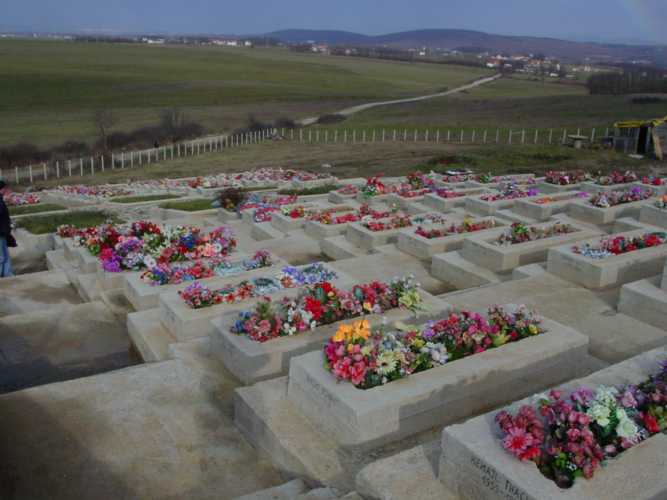
Hroby kosovsko-albánských obětí války jižně od Prištiny.

Po omezení autonomie Kosova bývalým srbským prezidentem Slobodanem Miloševićem v roce 1989 zavedla jugoslávská vláda na celém území Kosova tvrdý represivní režim a Albánci byli z velké části vyloučeni ze státního průmyslu a institucí. Úloha LDK znamenala, že když Kosovská osvobozenecká armáda začala od roku 1996 útočit na srbské a jugoslávské síly, Priština zůstala až do vypuknutí kosovské války v březnu 1999 převážně klidná. Priština byla ušetřena rozsáhlého ničení ve srovnání s městy jako Gjakova nebo Peja, která těžce utrpěla rukama srbských sil. Pro svůj strategický význam však byla v Prištině během letecké kampaně NATO zasažena řada vojenských cílů, včetně pošty, policejního velitelství a armádních kasáren, dnešní posádky Adem Jashari na silnici do Kosova Polje[cit. dle potřeby].
V Prištině vypukly rozsáhlé násilnosti. Srbské a jugoslávské jednotky ostřelovaly několik čtvrtí a ve spolupráci s polovojenskými jednotkami prováděly rozsáhlé vyhánění etnických Albánců doprovázené rozsáhlým rabováním a ničením albánského majetku. Mnozí z vyhnaných byli nasměrováni do vlaků, které zřejmě přijely na hlavní nádraží v Prištině s jasným cílem deportovat je na hranice Severní Makedonie, kde byli nuceni odejít do exilu.
| „ | Dne 1. dubna 1999 nebo přibližně tohoto dne se srbská policie vydala do domů kosovských Albánců ve městě Priština a během několika minut donutila obyvatele k odchodu. V průběhu operace Podkova bylo zabito několik lidí. Mnozí z těch, kteří byli nuceni opustit své domovy, šli přímo na vlakové nádraží, zatímco jiní hledali útočiště v okolních čtvrtích. Stovky etnických Albánců se pod vedením srbské policie na všech křižovatkách shromáždily na vlakovém nádraží a poté byly po dlouhém čekání, kdy jim nebylo poskytnuto žádné jídlo ani voda, naloženy do přeplněných vlaků nebo autobusů. Ti, kteří jeli vlakem, dojeli až do Elez Hanu, vesnice poblíž makedonských hranic. Během jízdy vlakem byly mnoha lidem odebrány doklady totožnosti. | “ |
| — | |   |

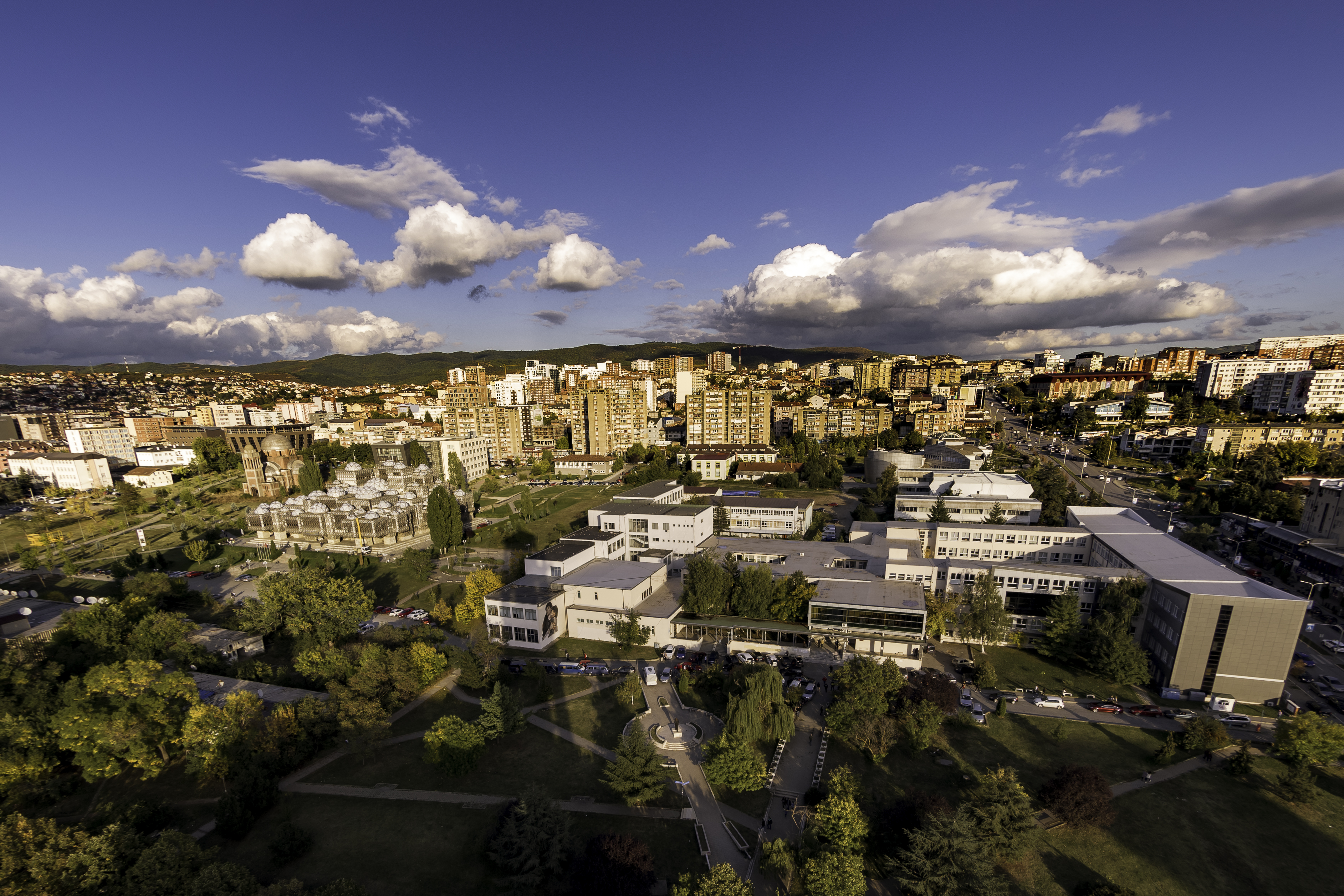
Město od katedrály Matky Terezy

Většinové albánské obyvatelstvo houfně prchalo z Prištiny, aby uniklo srbské politice a polovojenským jednotkám. Prvními jednotkami NATO, které vstoupily do města počátkem června 1999, byly norské speciální jednotky FSK Forsvarets Spesialkommando a vojáci britské speciální letecké služby 22 S.A.S, ačkoli k diplomatickým rozpakům NATO dorazily na letiště nejprve ruské jednotky. Byty byly nelegálně obsazeny a romská čtvrť za městským parkem byla zapálena. Během války NATO zaútočilo na několik strategických cílů v Prištině, ale zdá se, že vážné fyzické škody se z velké části omezily na několik konkrétních čtvrtí ostřelovaných jugoslávskými bezpečnostními silami. Na konci války se Srbové stali oběťmi násilí páchaného kosovsko-albánskými extremisty. Při mnoha příležitostech byli Srbové zabiti davem kosovsko-albánských extremistů jen za to, že na veřejnosti mluvili srbsky nebo byli označeni za Srby. Násilí vyvrcholilo v roce 2004, kdy kosovsko-albánští extremisté přecházeli od jednoho obytného bloku k druhému a napadali a rabovali obydlí zbývajících Srbů. Většina ze 45 000 srbských obyvatel města z Kosova uprchla a dnes jich ve městě zůstalo jen několik desítek.
Jako hlavní město a sídlo správy OSN (UNMIK) Priština velmi těžila z vysoké koncentrace mezinárodních zaměstnanců s disponibilními příjmy a mezinárodních organizací se značnými rozpočty. Finanční injekce na obnovu od dárců, mezinárodních organizací a albánské diaspory podpořily bezkonkurenční, avšak krátkodobý hospodářský rozmach. Se začátkem nové éry Prištiny se otevřelo množství nových kaváren, restaurací a soukromých podniků, které uspokojovaly novou (i mezinárodní) poptávku.

### 21. století
V říjnu 2013 byl zahájen provoz nového terminálu Letiště Priština, který byl vybudován v reakci na rostoucí poptávku po letecké dopravě v Kosovu. V listopadu téhož roku byla dokončena dálnice R7 jako součást albánsko-kosovské dálnice, která spojuje Prištinu s albánským městem Drač na albánském pobřeží Jaderského moře. Dalším rozsáhlým projektem pro město bylo v roce 2019 dokončení dálnice R6, která spojuje Prištinu s makedonským městem Skopje. 

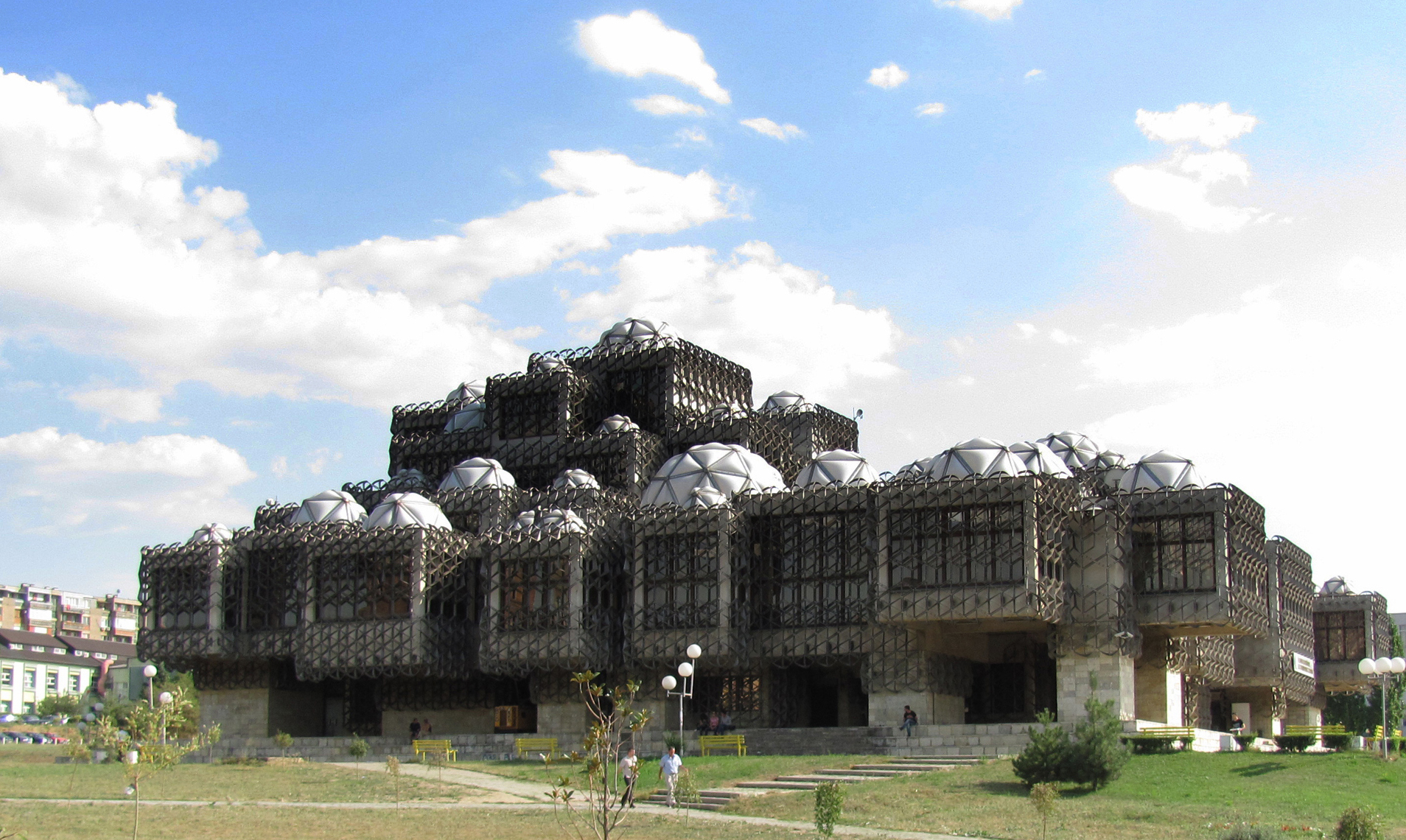
Budova národní knihovny.
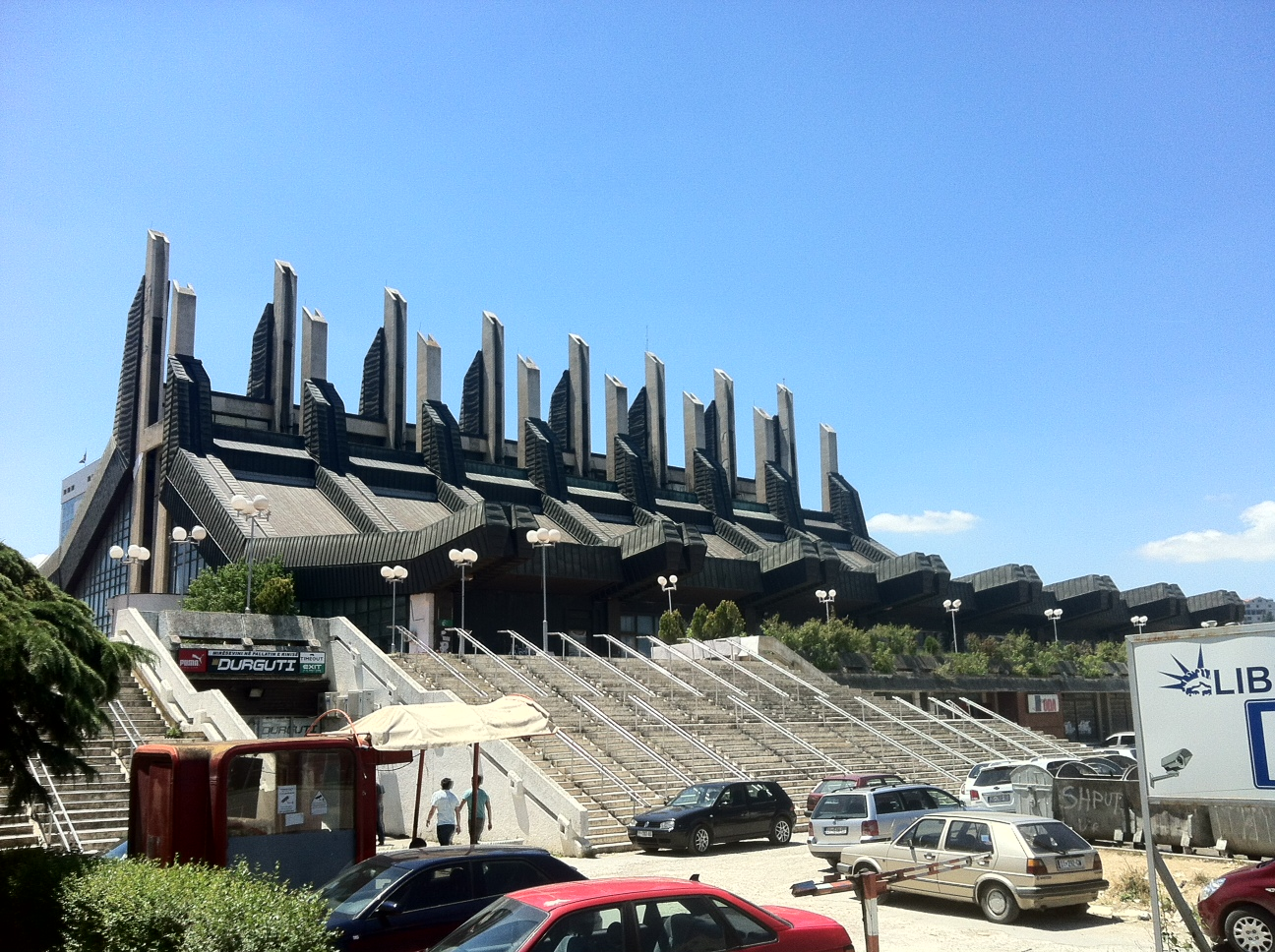
Palác mládeže a sportu.
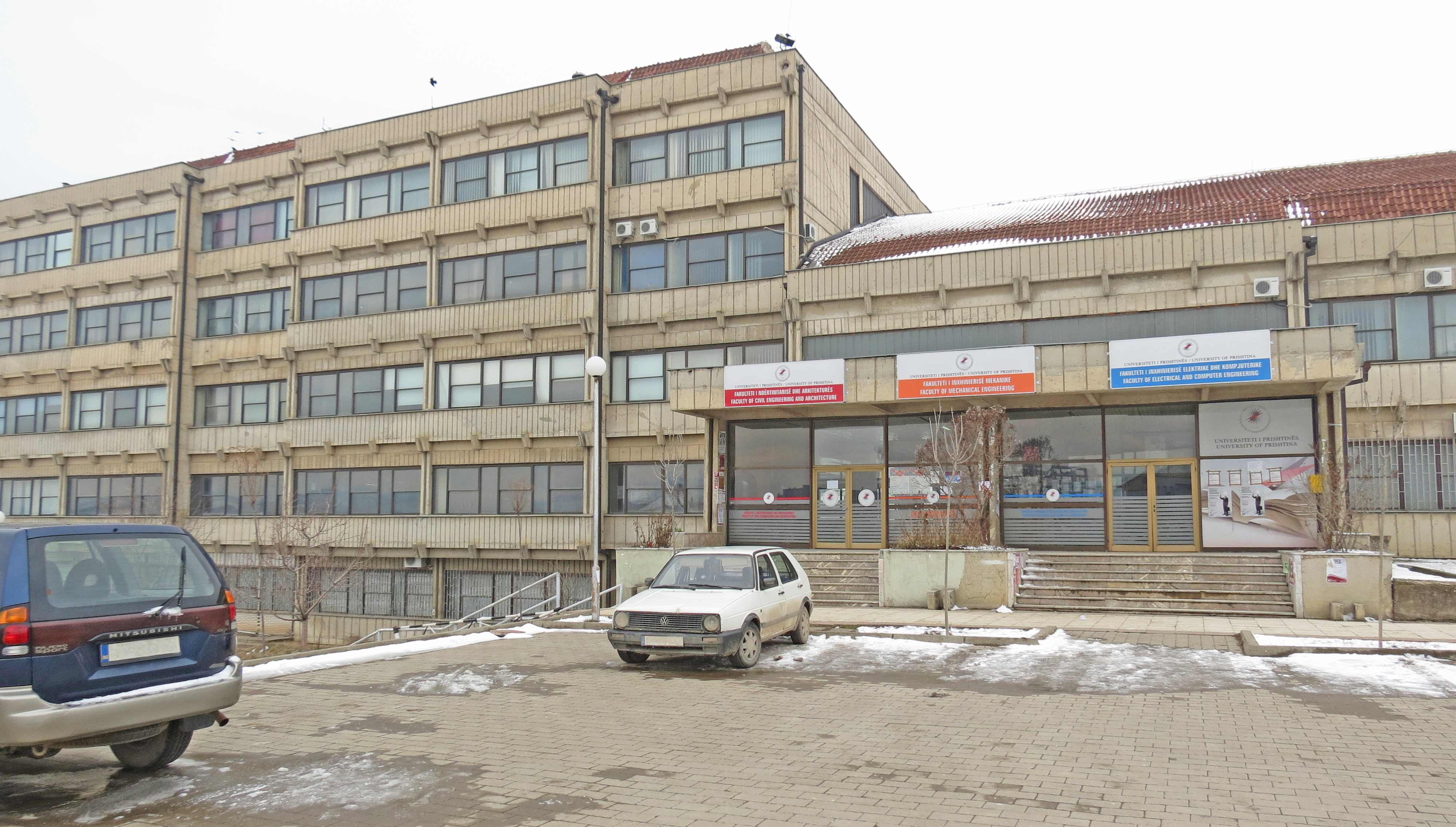
Prištinská univerzita
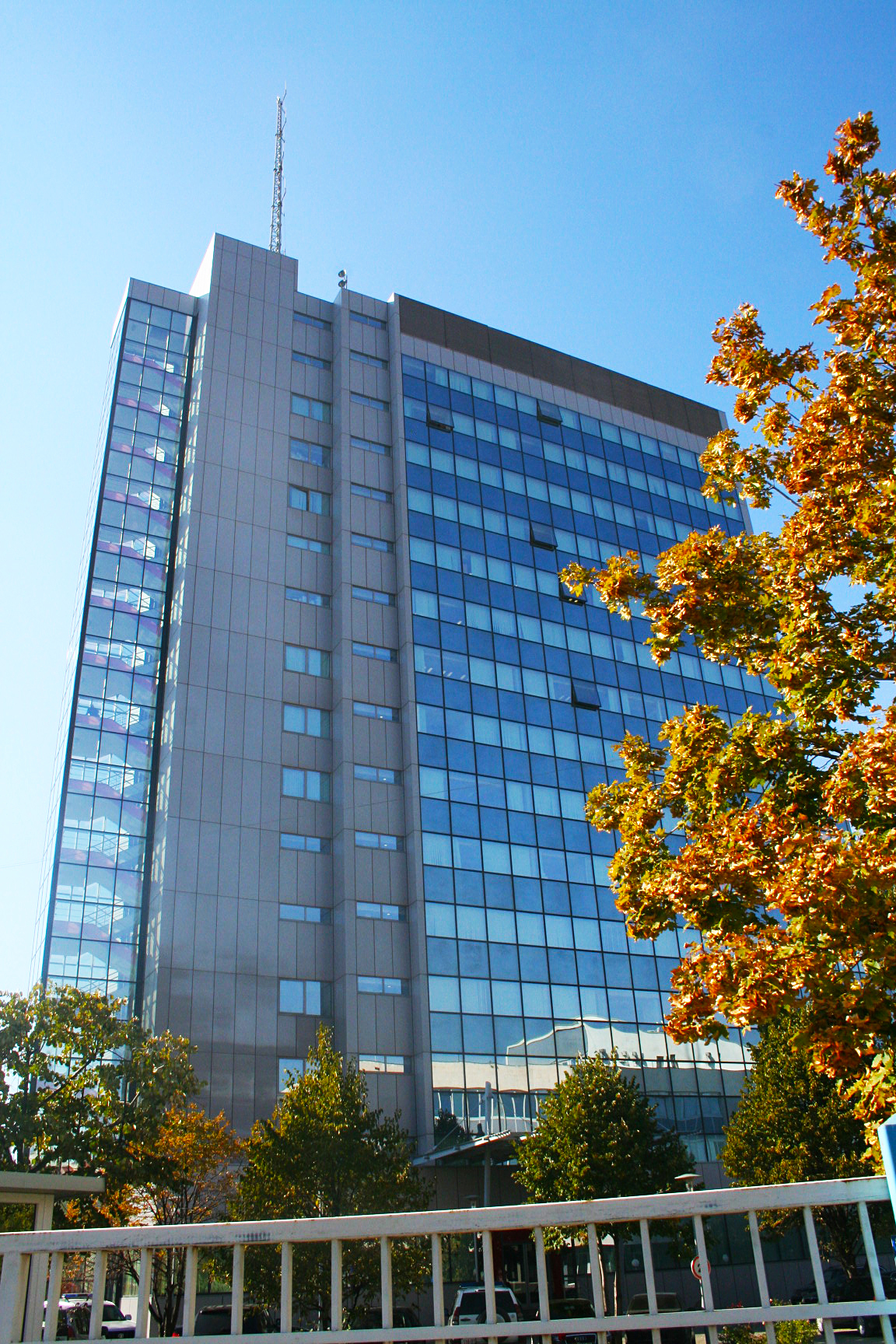
Budova vlády Kosova
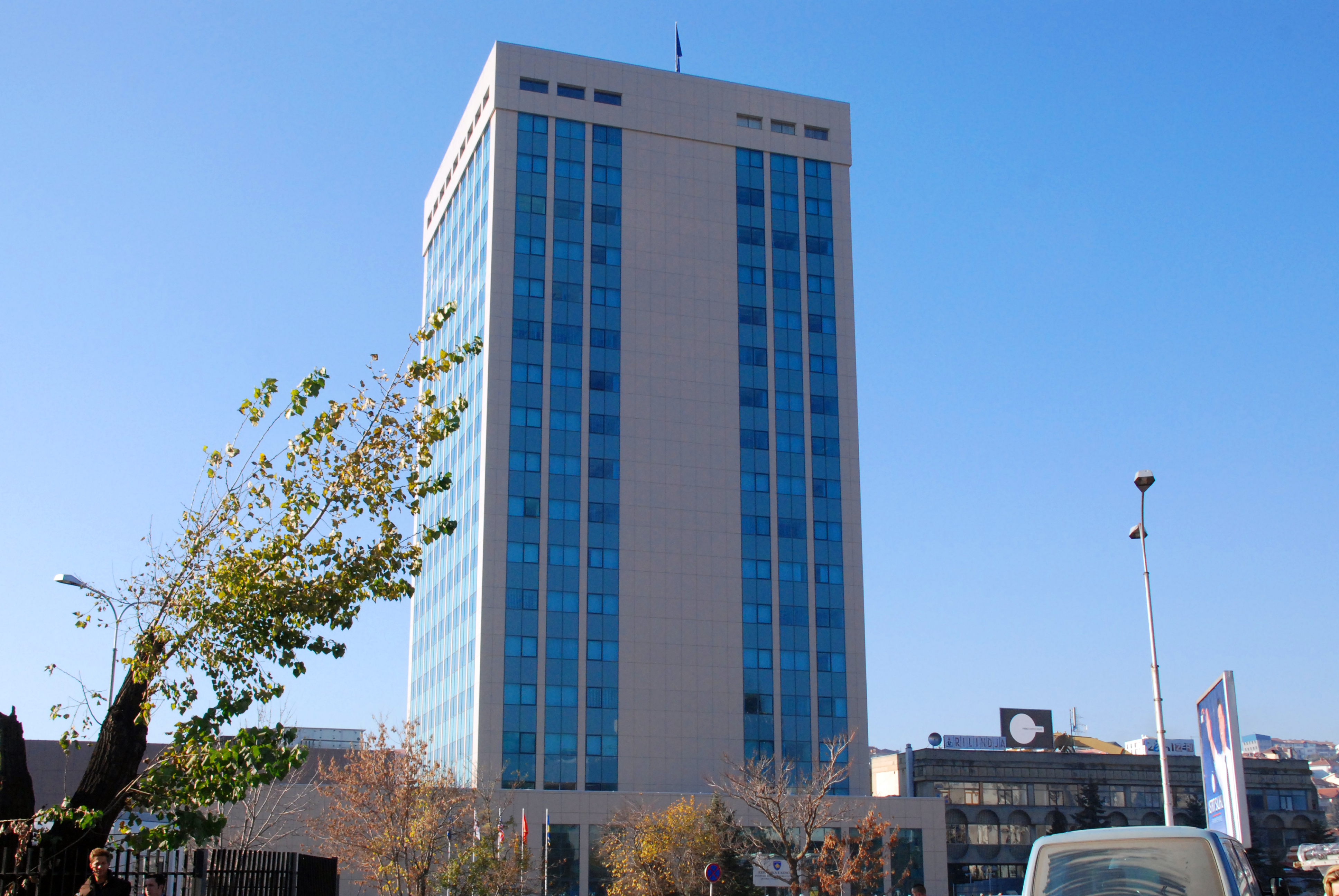
Budova Rilindja
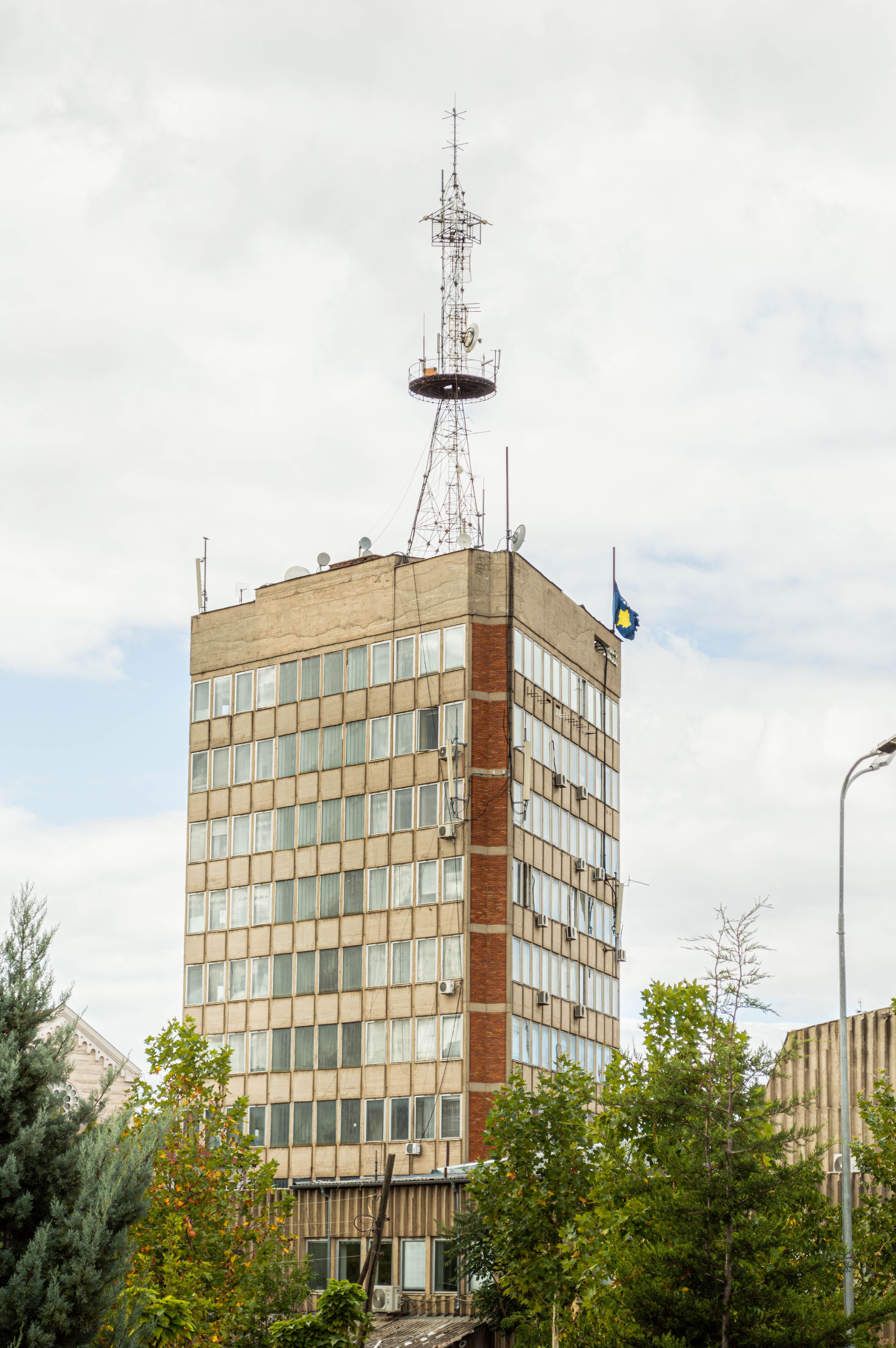
sídlo rozhlasu a televize
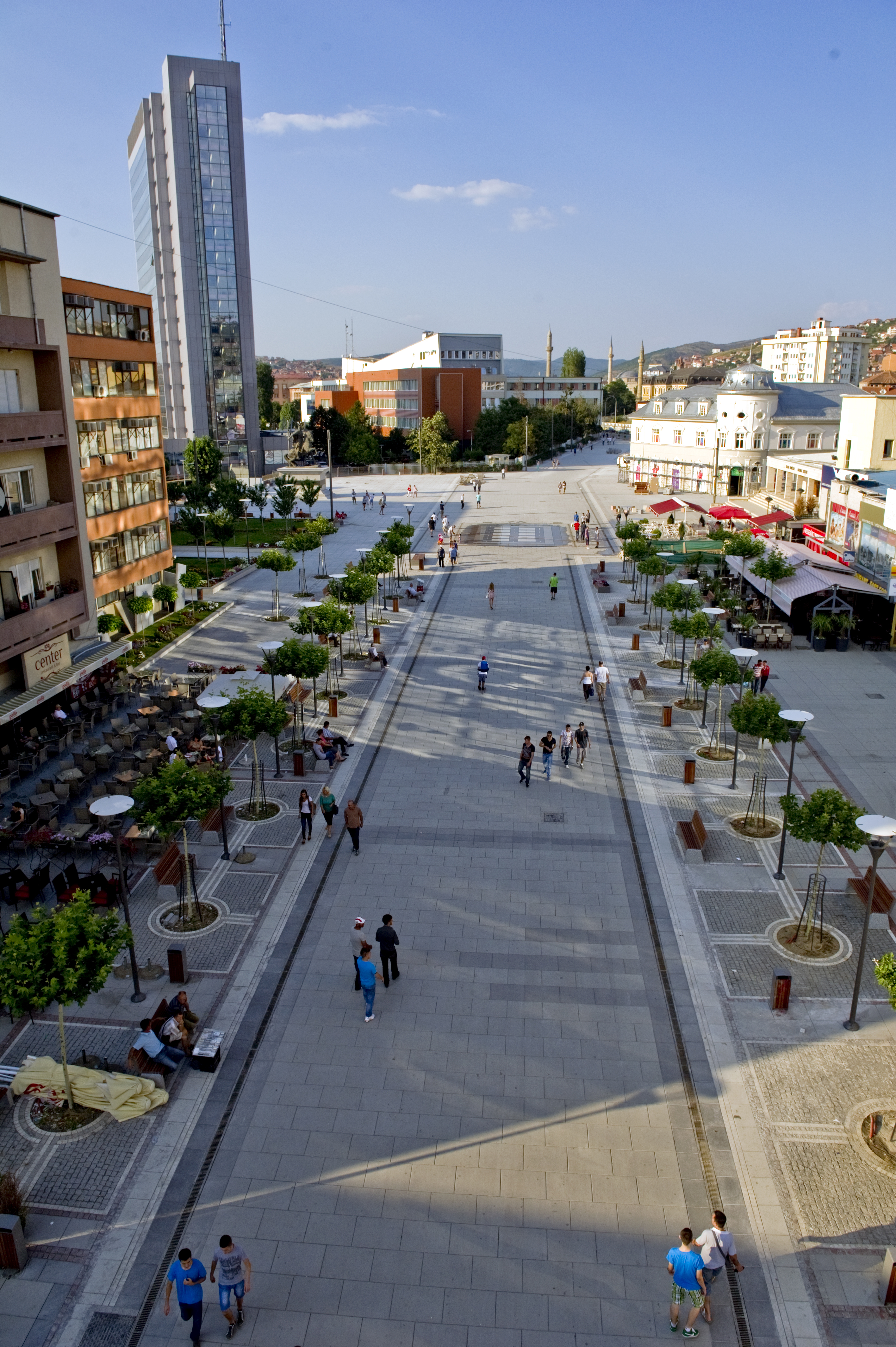
Třída Matky Terezy
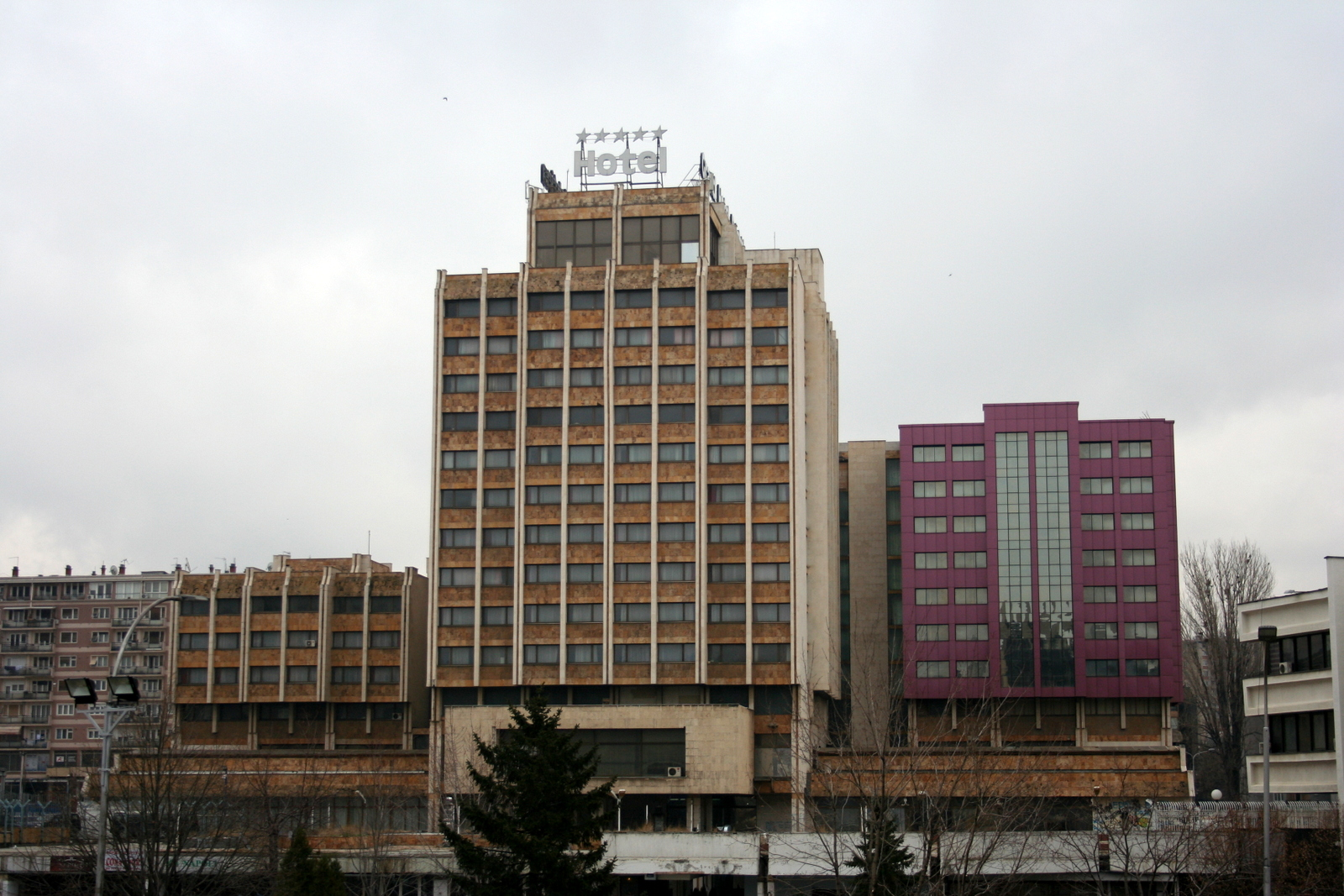
Grand Hotel Prishtina

## Obyvatelstvo
| Historie počtu obyvatel |                |          |
| Rok                     | Počet obyvatel | ±% ročně |
| 1948                    | 44 089         |          |
| 1953                    | 51 457         | +3,14 %  |
| 1961                    | 69 810         | +3,89 %  |
| 1971                    | 105 273        | +4,19%   |
| 1981                    | 148 654        | +3,51%   |
| 1991                    | 199 654        | 2,99 %   |
| 2011                    | 198 897,       | -0,02 %  |
| 2021                    | 218 782        | +0,96 %  |

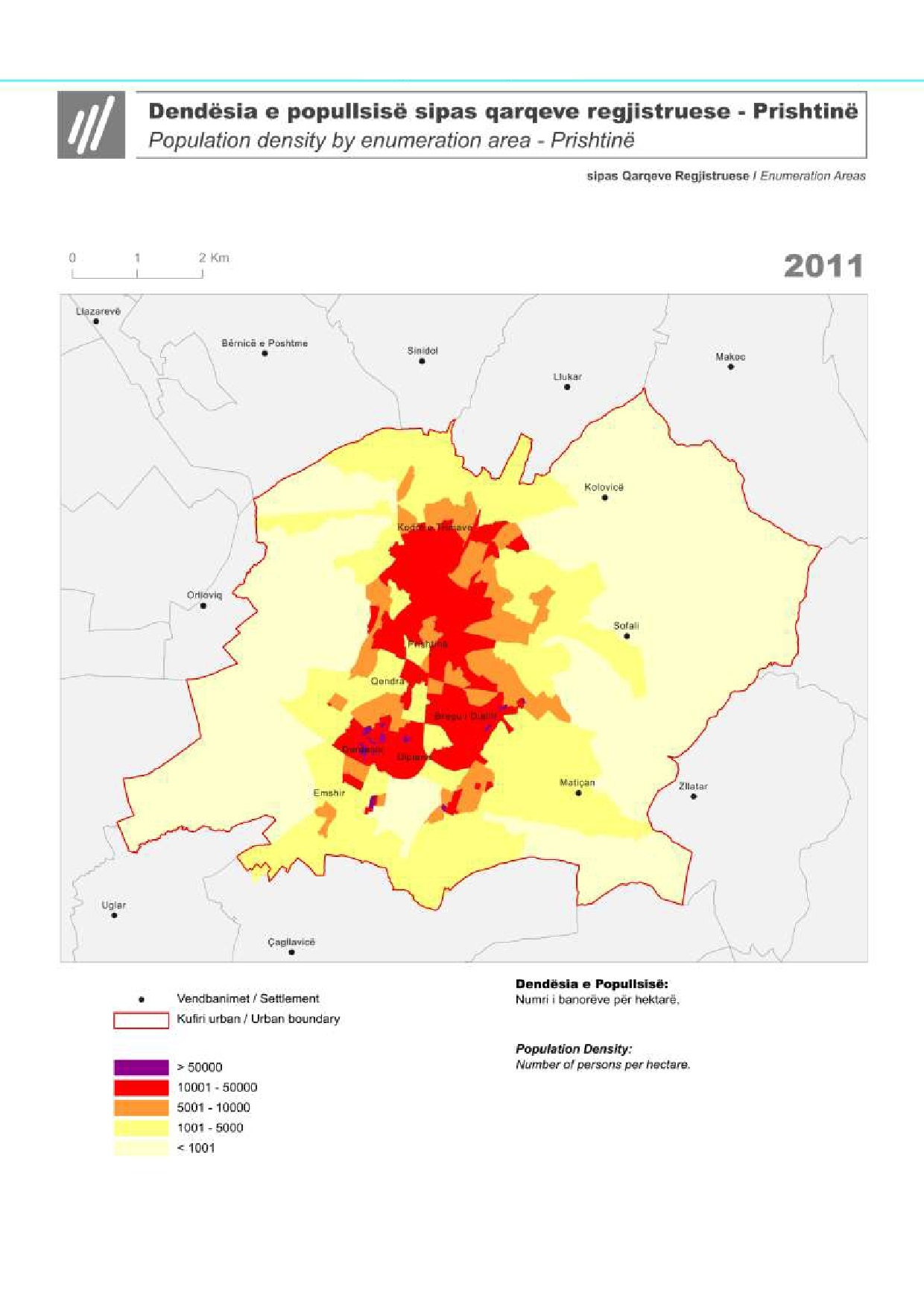
Hustota osídlení na území města Prištiny.

Podle odhadu Kosovské statistické agentury ze sčítání lidu z roku 2011 žilo v opštině Priština 198 897 obyvatel, takže jde o nejlidnatější město Kosova. Městská populace obštiny Priština činila přibližně 160 000 obyvatel, zatímco venkovská populace se pohybovala kolem 37 000. S hustotou zalidnění 380,3 obyvatel na km2 je Priština třetí nejhustěji osídlenou obcí Kosova.
Z hlediska etnické příslušnosti žilo v obštině Priština 97,77 % Albánců, 1,08 % Turků, 0,28 % Aškalů, 0,22 % Srbů, 0,2 % Bosňáků, 0,1 % Goranů a 0,03 % Romů. Celkem 98,09 % obyvatel uvedlo albánštinu jako mateřský jazyk. Dalšími používanými jazyky v obštině Priština byla turečtina (1,04 %), srbština (0,25 %) a romština (0,03 %). Podle náboženství bylo 193 474 (97,27 %) muslimů, 1 170 (0,59 %) římských katolíků, 480 (0,24 %) pravoslavných, 344 (0,17 %) příslušníků jiných náboženství a 660 (0,33 %) bez vyznání. Počet praktikujících muslimů byl na počátku 21. století nicméně mnohem nižší.
Kosovo je sekulární stát bez státního náboženství. Svoboda víry, svědomí a náboženského vyznání je výslovně zaručena v kosovské ústavě. Nejrozšířenějšími náboženstvími mezi obyvateli Prištiny jsou islám a křesťanství. Zbývajících 1,9 % obyvatel uvedlo, že nevyznává žádné nebo jiné náboženství, případně neuvedlo adekvátní odpověď. V Prištině jsou pro obyvatele k dispozici náboženská zařízení různých vyznání. Prištinská katedrála je pravděpodobně největší katedrálou v Kosovu a je pojmenována na počest albánské římskokatolické řeholnice a misionářky Matky Terezy. Několik prištinských mešit, mimo jiné Sultánova mešita a Çarshiho mešita, jsou staré několik století a byly postaveny ve středověku Osmany. Diskutována je rovněž i výstavba centrální městské mešity.

### Vzdělávání
První školy začaly vznikat v Prištině již během období osmanské nadvlády především jako školy náboženské. Albánskému obyvatelstvu bylo umožněno v těchto školách studovat, jen malá část ze škol však byla světského charakteru.
Ve městě sídlí Prištinská univerzita (Universiteti i Prishtinës), založena v roce 1970), která v dobách ještě bývalé Jugoslávie patřila k největším vysokým školám v zemi. Kromě toho působí v Prištině i řada dalších soukromých vysokých škol (např. Americká univerzita v Prištině). Kromě toho v Prištině sídlí i Kosovská akademie věd a umění.
V Prištině se nachází i řada středních škol, od 70. let 20. století však tento sektor nebyl rozvíjen a nebyly stavěny nové areály pro tyto školy. Naopak na přelomu 70. a 80. let vznikal areál Prištinské univerzity.
Na území hlavního města existuje celkem 37 základních škol, 14 stojí ve městě samotném, šest potom v sídelní oblasti, kde žije srbské obyvatelstvo. Ve městě jsou také dvě školy, kde se příslušníci turecké a bosenské menšiny vyučují ve svém mateřském jazyce. Počet žáků základních škol se pohyboval okolo třiceti tisíc. V Prištině se také nachází základní a střední škola hudební a baletní s přibližně 600 studenty. Dlouhodobým problémem je podinvestovanost školství, která se projevuje i v tak základní oblasti, jako nedostatek budov, přeplněné třídy, apod. Tento charakterový rys se projevoval ještě před válkou v Kosovu a byl do jisté míry způsoben rychlým růstem počtu obyvatel v druhé polovině 20. století.

### Zdravotnictví
Roli hlavní nemocnice plní Univerzitní klinické centrum, které se nachází na jižním okraji města. Tvoří jej 29 klinik s celkovým počtem cca 1900 lůžek. Kromě toho se zde nachází také i několik soukromých zdravotnických zařízení, mezi které patří např. Americká nemocnice (anglicky American Hospital, Bahceci - Kosovo IVF Center & Speciality Hospital nebo EDA Heart Hospital. Za pomoci Spojených arabských emirátů zde byla v roce 2021 otevřena také nová dětská nemocnice.

## Ekonomika

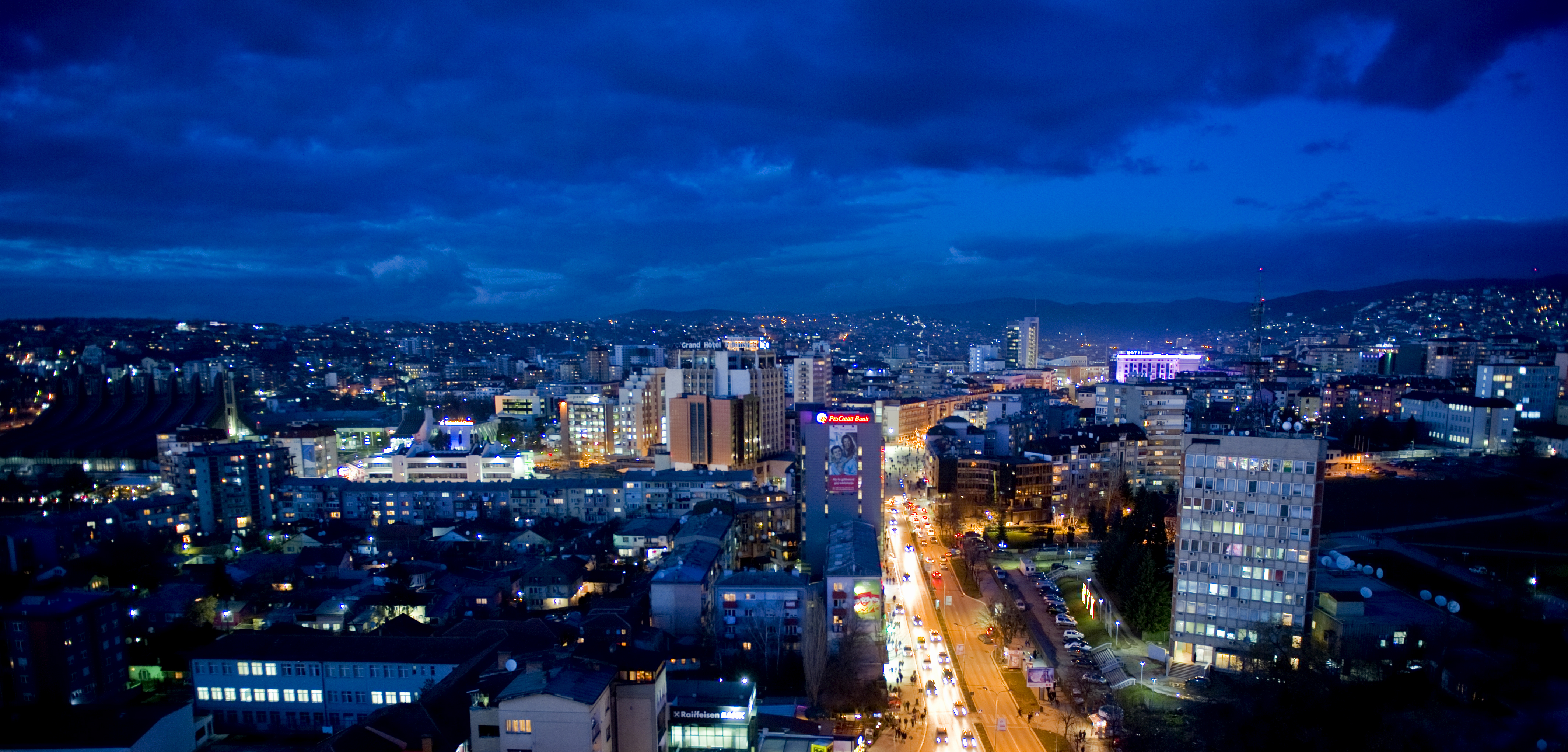
V Prištině sídlí největší kosovské společnosti

Priština je srdcem kosovské ekonomiky a má zásadní význam pro stabilitu země. Terciární sektor je pro ekonomiku města nejdůležitější a zaměstnává více než 75 % pracovní síly Prištiny. Celkem 20 % pracujících obyvatel připadá na sekundární sektor, za nímž následuje primární sektor s pouhými 5 %.
V Prištině sídlí řada společností, které působí na území celého Kosova. Výškové budovy se sídly různých bank zde začaly vznikat již během existence socialistické Jugoslávie, v rámci níž byla Priština hlavním městem Socialistické autonomní oblasti Kosovo. Mezi společnosti, které zde jako první budovaly velkolepá sídla, patřila Lublaňská banka, Elektrokosovo nebo Národní banka Kosova. Od roku 2008 vznikalo postupně nové kongresové centrum.
V Prištině se nacházejí čtyři velká nákupní centra, z toho dvě jsou umístěna na jižním okraji města, nedaleko Gračanice a dálnice směrem k městům Uroševac a Kačanik.

### Turistika
Priština je hlavní turistickou destinací Kosova a také hlavní leteckou branou do země, je známá jako univerzitní centrum studentů ze sousedních zemí, tedy z Albánie, Severní Makedonie, Černé Hory a Srbska. V roce 2012 přilákala Priština přibližně 100 000 zahraničních turistických návštěvníků, což představuje 74,2 %. Většina zahraničních turistů pochází z Albánie, Turecka, Německa, Spojených států amerických, Slovinska, Černé Hory a Severní Makedonie, přičemž počet návštěvníků odjinud každoročně roste.
Ve městě je velké množství luxusních hotelů, moderních restaurací, barů, hospod a velmi rozsáhlých nočních klubů. Reprezentativní ikonou Prištiny jsou kavárny, které se nacházejí téměř všude. Největšími hotely města jsou Swiss Diamond a Grand Hotel Prishtina, které se nacházejí v centru města. Mezi další významné hotely, které se v Prištině nacházejí, patří hotel Emerald, hotel Sirius a hotel Garden.
Symboly města jsou Národní univerzitní knihovna nebo např. Palác mládeže a sportu s nedalekým památníkem NEWBORN připomínajícím vyhlášení nezávislosti Kosova v roce 2008. V centru města se rovněž nachází i socha albánského národního hrdiny Gjergja Kastriotiho – Skanderbega.
K nejnavštěvovanějším památkám v okolí města patří Batlavské jezero a Mramorová jeskyně, které rovněž patří k nejnavštěvovanějším místům v zemi. Priština hrála velmi důležitou roli během druhé světové války, kdy sloužila jako útočiště pro Židy, jejichž hřbitovy je nyní možné navštívit.

## Samospráva
Isa Mustafa (LDK) byl starostou města od roku 2002. Ve volbách obhájil svoji pozici v letech 2007 a 2009. V místních volbách v roce 2013 byl za starostu zvolen Shpend Ahmeti (za stranu LVV).
Zastupitelstva města Prištiny má 51 členů. Podle Statutu města Prištiny musí být jeden z každých třech členů žena.
Priština se dělí ze správního hlediska na 20 místních částí. Zastupitelstvo má 51 členů, voleni jsou na čtyři roky. Sídlo Magistrátu Prištiny se nachází v centru města, na náměstí Adema Jashariho. Hranice města byly naposledy rozšířeny do současné podoby v roce 1986 v souvislosti s tvorbou územního plánu, který předpokládal rozvoj města nad hranici 220 tisíc osob.

## Doprava

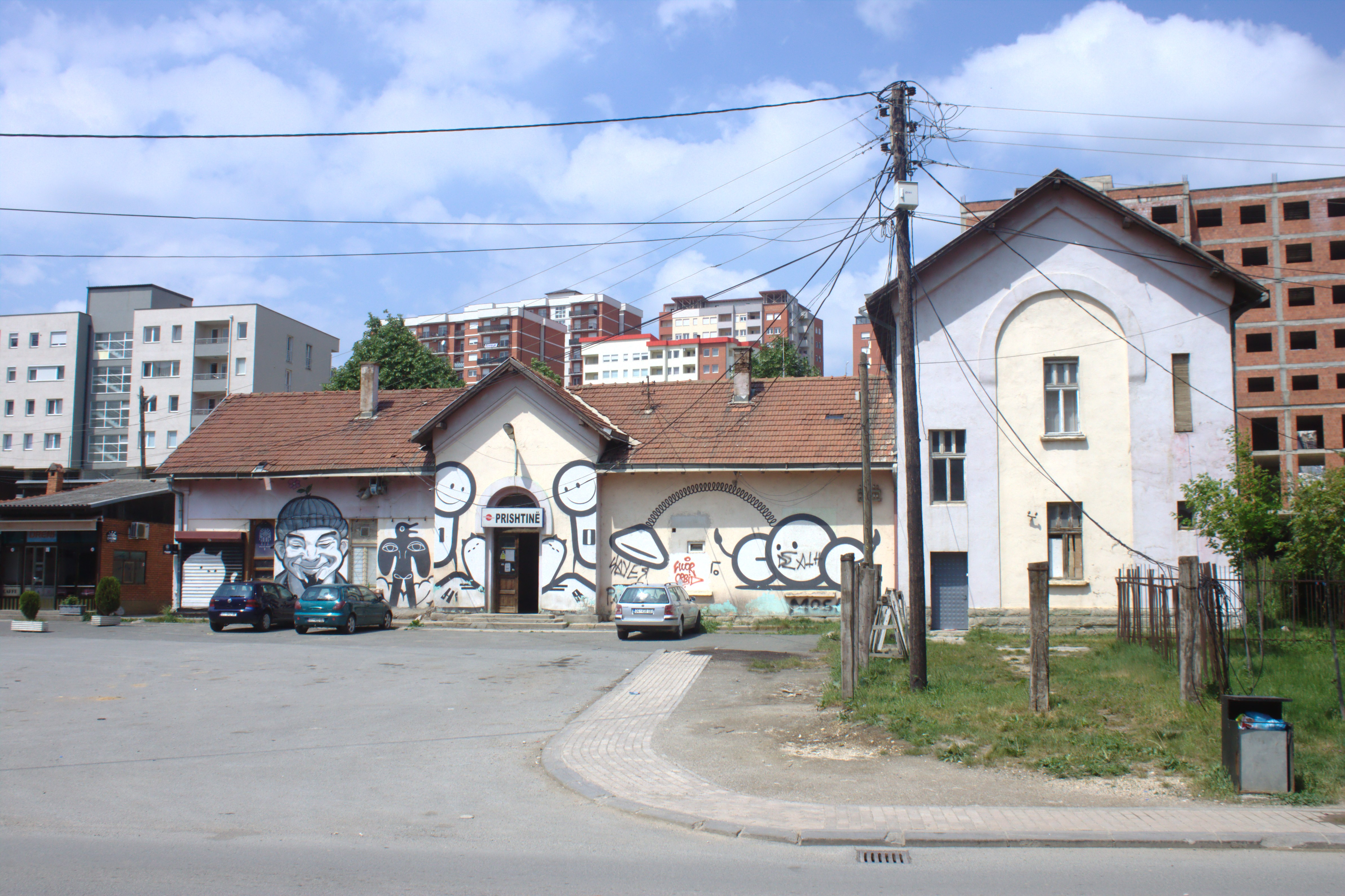
Budova prištinského nádraží.

Priština představuje hlavní silniční křižovatku v Kosovu. Hlavní silniční tahy směřují na sever do Podujeva, K. Mitrovice, dálnice (R7) do Prizrenu, Kačaniku a dále do Skopje v Severní Makedonii, směrem na východ do Gnjilane. V létě 2021 by měla být zahájena výstavba tzv. Dálnice míru z Prištiny do Niše.
Pro železniční dopravu je důležité nádraží ve městě Kosovo Polje 7 km jihovýchodně od centra Prištiny. Železniční stanice přímo v Prištině mělo význam pouze pro regionální dopravu, je dlouhodobě v neutěšeném stavu a chátrá. Původně se jednalo o železniční spojení Kosovo Polje – Priština – Doljevac (u města Niš). Trať by měla být výhledově obnovena.
Jihozápadním směrem (cca 19 km od centra města) se nachází také Mezinárodní letiště Priština, které nese název po bojovníkovi Ademu Jashariovi. Původně regionální letiště bylo modernizováno v 21. století a nyní představuje spolu s městem hlavní bránu pro řadu zahraničních návštěvníků do Kosova.
s
Městskou dopravu v Prištině zajišťují pouze autobusy. Autobusová síť nepokrývá celé město a jednotlivá vozidla dlouhodobě neodpovídají standardům typickým pro většinu zemí Evropy. V plánu udržitelné mobility města Prištiny je uvedeno za cíl modernizovat autobusovou dopravu a výhledově ji doplnit rychlodráhou nebo tramvajovou sítí. V letech 2016 a 2017 bylo např. dodáno 51 autobusů společností Iveco pro hlavní město Kosova.
Priština nemá silniční okruh, jeho roli ale plní dálnice R7, která kosovskou metropoli obchází ze západní strany. Hlavní příjezdové silnice do města vedou ze západu (třída Billa Clintona) a z jihu (třída Deshmorët e Kombit).

## Kultura

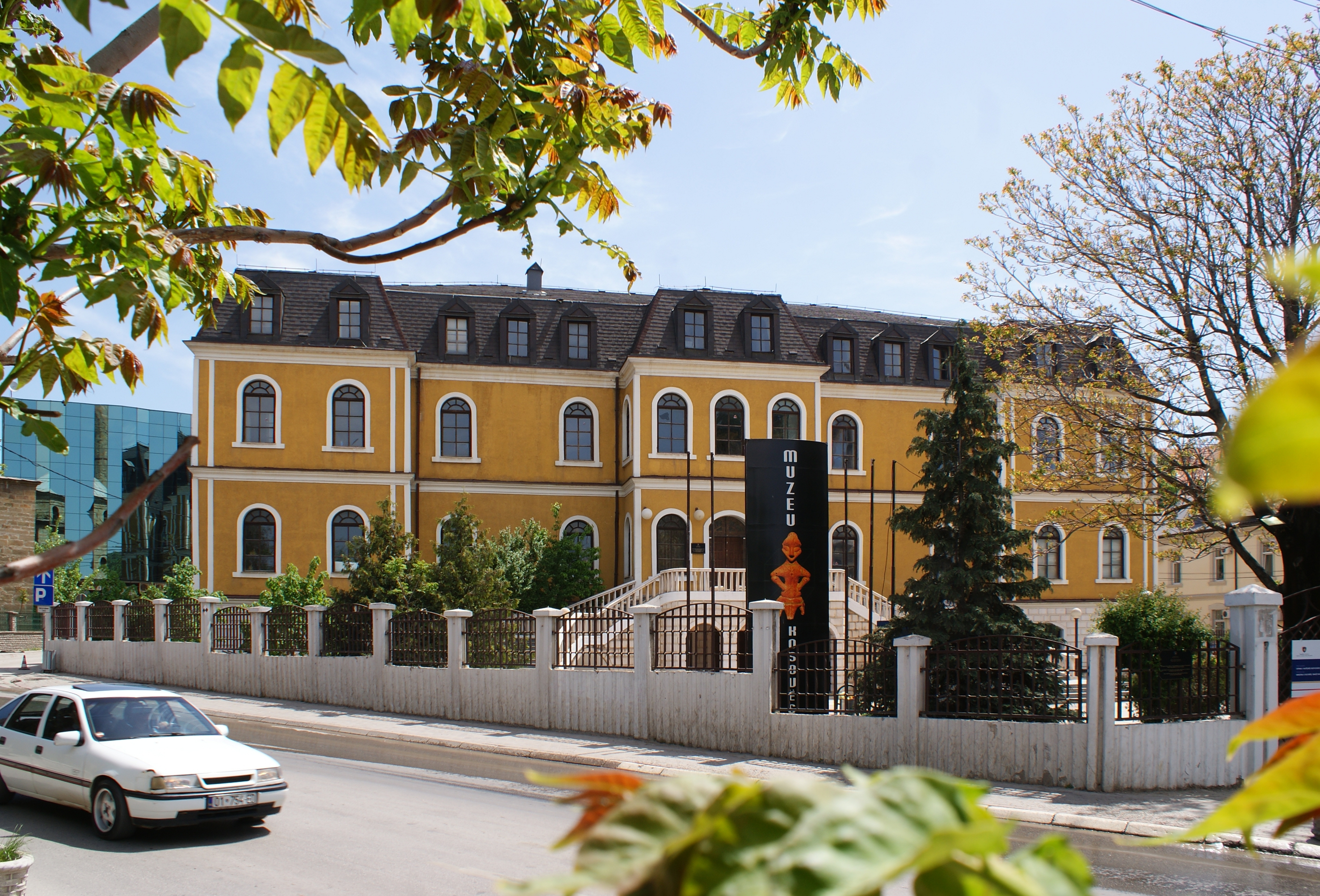
Muzeum Kosova je nejstarší institucí kulturního dědictví v Kosovu, která byla založena za účelem zachování, restaurování-konzervace a prezentace movitého dědictví na území Kosova.

Jako hlavní město Kosovské republiky je centrem kulturního a uměleckého rozvoje všech Albánců, kteří v Kosovu žijí. V Prištině sídlí největší kulturní instituce v zemi, jako je Národní divadlo Kosova, Národní archeologické, etnografické a přírodovědné muzeum, Národní galerie umění a Etnologické muzeum. Národní knihovna Kosova má více než 1,8 milionu knih, periodik, map, atlasů, mikrofilmů a dalších knihovních materiálů.
V Prištině působí řada zahraničních kulturních institucí, například Albánský albanologický institut, francouzská Alliance Française, the British Council, Britská rada, německý Goethe-Institut a Nadace Friedricha Eberta. V Prištině byla zřízena také Informační kancelář Rady Evropy.
Ze 426 chráněných historických památek v Kosovu se jich v Prištině nachází 21. Velký počet těchto památek pochází z byzantského a osmanského období.

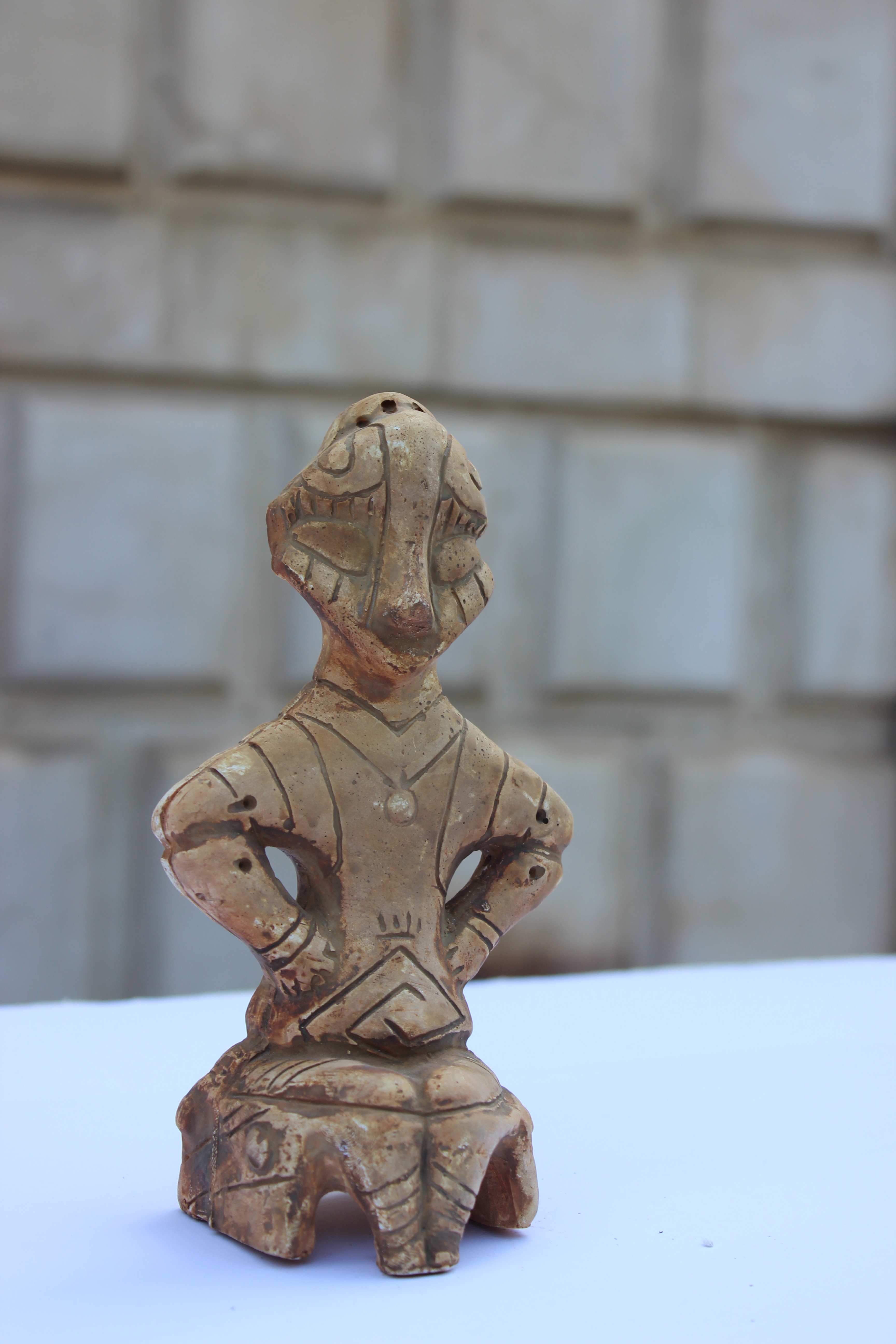
Bohyně na trůně je jedním z nejcennějších archeologických artefaktů země a byla přijata jako symbol Prištiny.

Od roku 1945 začaly jugoslávské úřady budovat moderní Prištinu s myšlenkou "zničit staré, postavit nové". Tato modernizace vedla k velkým změnám ve struktuře budov, v jejich funkci a v okolním prostředí.
Zachovaly se však četné typy památek, včetně čtyř mešit, obnoveného pravoslavného kostela, osmanských lázní, veřejné kašny, věžních hodin, několika tradičních domů i budov ovlivněných evropskou architekturou, jako je Kosovské muzeum, které symbolizují historický a kulturní charakter Prištiny, jak se vyvíjela po staletí v duchu dobyvačných říší (římské, byzantské, osmanské a rakousko-uherské).
Knihovna Hivzi Sylejmani byla založena před 70 lety a je jednou z největších knihoven, co se týče počtu knih v jejím inventáři, který činí téměř 100 000 kusů.
Mbretëresha e Dardanisë (Královna Dardanie) nebo Hyjnesha ne Fron (Bohyně na trůně) je artefakt, který byl nalezen při některých vykopávkách v roce 1955 v oblasti Ulpiana, na předměstí Prištiny. Pochází z období neolitu z roku 3500 př. n. l. a je vyroben z hlíny. V Prištině se také nachází "Hamami i Qytetit" (Městské lázně) a dům Emina Gjika, který byl přeměněn na Etnografické muzeum. Priština má také svůj městský archiv, který byl založen v 50. letech 20. století a uchovává veškeré záznamy města, obce a Prištinského okruhu.

### Hudba

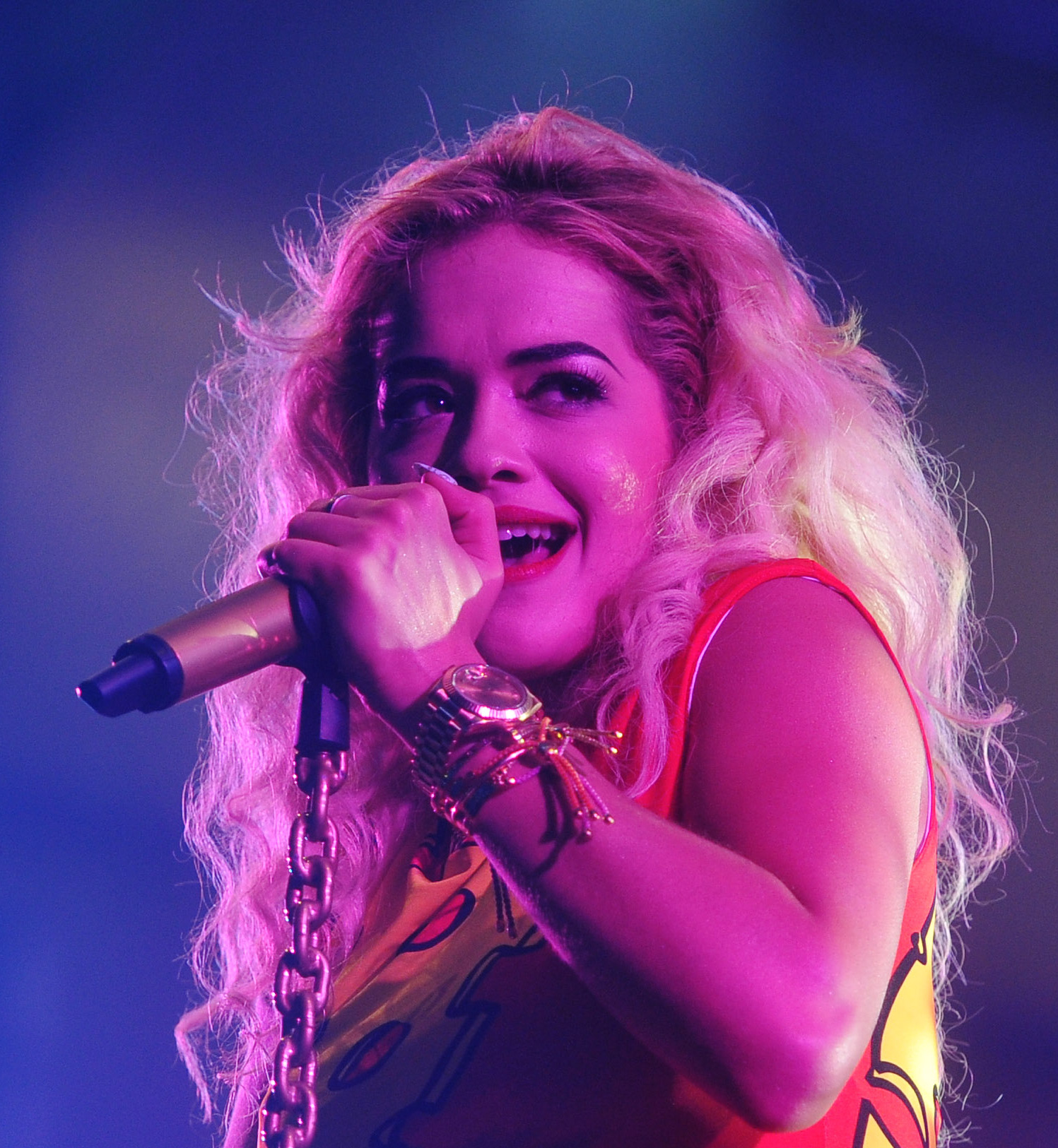
Známá zpěvačka Rita Ora se narodila v Prištině albánským rodičům.

Albánská hudba je považována za velmi bohatou na žánry a jejich vývoj. Než se začne hovořit o vývoji žánrů, je třeba zmínit bezesporu klíčový bod, kterým je bohatý kosovský folklór, jehož většina bohužel nebyla digitalizována a uložena v archivech. Význam folklóru se odráží ve dvou hlavních klíčích, je považován za poklad" kulturního dědictví naší země a pomáhá osvětlit albánskou historii té doby, a to na vysoké úrovni, zvláště když zmíníme poměry na tomto území v té době.  Folklór také sloužil jako inspirace a vliv v mnoha oblastech, včetně hudební kompozice v dalších generacích. Jeden z nejvýznamnějších a vůbec prvních skladatelů je Rexho Mulliqi, v jehož díle je folklórní inspirace a vliv velmi přítomný.
Při vyzdvihování hudební tvorby a jejích počátků v Kosovu a vztahu mezi ní a hudební tvorbou v Albánii, přestože měly svůj vývoj v odlišných podmínkách, se ukazuje, že některé rysy mají zcela přirozeně společné. Tato skutečnost ukazuje, že patří do jednoho "kulturního stromu".
Někteří z mála mezinárodních hudebních umělců albánského původu se narodili a vyrostli ve městě, včetně Rity Ory, Duy Lipy a Ery Istrefi. 
Kosovská filharmonie ročně odehraje cca 20 koncertů.

### Divadlo
Na území Prištiny se nacházejí pouze tři aktivní divadla, a to Národní divadlo, divadlo Oda a divadlo Dodona v centru Prištiny. Každý týden nabízejí živá představení. Národní divadlo je umístěno uprostřed centra města, poblíž hlavní vládní budovy a bylo založeno v roce 1946. Divadlo ODA se nachází v budově mládežnického centra a divadlo Dodona je umístěno ve čtvrti Vellusha, která se nachází poblíž náměstí Ibrahima Rugovy.
Kosovské národní divadlo je nejvýše postavenou divadelní institucí v zemi, která provádí největší počet inscenací. Toto divadlo je jediným veřejným divadlem v Kosovu, a proto je financováno Ministerstvem kultury, mládeže a sportu. Uvedlo více než 400 premiér, které zhlédly více než 3 miliony diváků.

### Festivaly

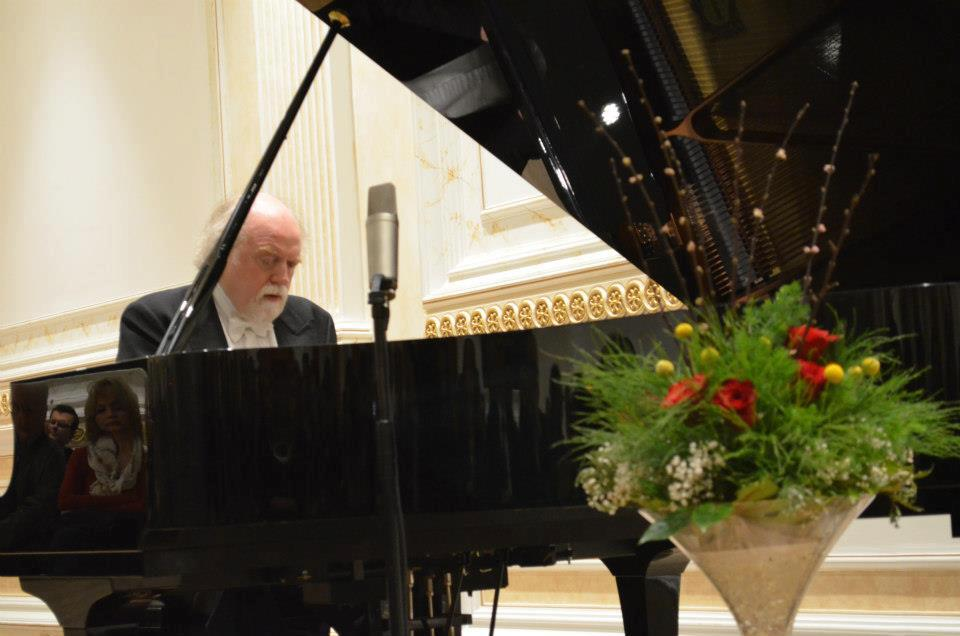
Peter Donohoe hraje na klavír v Prištině v roce 2013.

Festivaly a akce jsou jednou z některých věcí, které si lidé v Prištině náležitě užívají. Přestože má Priština poměrně malý územní prostor, festivalů a akcí se zde koná příjemné množství. Rozmanitost festivalů umožňuje, aby si v tak malém městě přišli na své lidé s různým vkusem.
Prištinský mezinárodní filmový festival (PriFest) promítá významnou mezinárodní filmovou produkci z balkánského regionu i mimo něj a upozorňuje na kosovský filmový průmysl. Vznikl po vyhlášení nezávislosti Kosova v roce 2008. Po vyhlášení nezávislosti v roce 2008 hledalo Kosovo způsoby, jak podpořit svou kulturní a uměleckou image.
Mezi významné festivaly patří Chopin Piano FEST Prishtina, který byl poprvé založen u příležitosti 200. výročí narození Fryderyka Chopina v roce 2010 Kosovskou chopinovskou asociací. Festival se stává tradičním klavírním festivalem, který se koná každoročně na jaře. Je považován za národní poklad. a za dobu svého vzniku nabídl interpretaci jak světově proslulých klavíristů, jako jsou Peter Donohoe, Janina Fialkowska, tak kosovsko-albánských hudebníků mezinárodního renomé, jako jsou Ardita Statovci, Alberta Troni, a místních talentů. Festival se snaží propagovat interpretační umění, správnou hodnotu hudby a technické aspekty, které ji doprovázejí. Festival posloužil jako inspirace pro vznik dalších hudebních festivalů, jako jsou Remusica a Kamerfest.
Festival DAM Priština je jednou z nejvýznamnějších kulturních akcí, které se konají v hlavním městě. Jedná se o každoroční hudební festival, na který se sjíždějí mladí a talentovaní domácí i zahraniční hudebníci z celého světa. Tento festival se snaží obohatit kosovskou kulturní scénu o střetávání tradičního a současného. Festival založil tehdejší student umění, dnes známý televizní producent, hudebník, novinář a manažer Kosovské filharmonie Dardan Selimaj. Mezi další kulturní akce ve městě patří např. EtnoFest (který trvá cca 5–7 dní), dále jazzový festival, hudební festival ReMusica, festival piva a vína apod.
Priština se díky své poloze na balkánských obchodních cestách vždy vyznačovala rozvojem obchodu. Jarmarky začaly již ve středověku, v době, kdy byla proslulá svými výročními trhy a výrobky z kozí kůže a kozích chlupů. Přesto Priština, respektive Kosovo obecně, není známá výskytem veletrhů. S rozvojem kultury a zejména po poslední válce v roce 1999 zaznamenala Priština pokrok v pořádání těchto druhů akcí. V hlavním městě se každoročně konají různé druhy veletrhů. Podstata těchto veletrhů je obvykle dočasná; některé trvají jen jedno odpoledne, jiné mohou trvat zhruba tři dny, týden nebo i déle. V průběhu let nabývají na velikosti a významu. Tyto veletrhy se pořádají každoročně a jsou přístupné obchodním návštěvníkům i veřejnosti. Počet vystavovatelů a návštěvníků je obvykle velmi vysoký.

### Sport

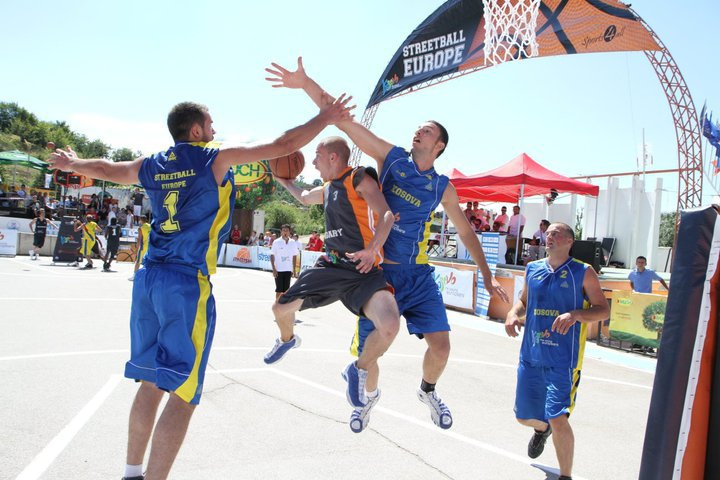
Streetbalisté v parku Germia

Priština je centrem sportu v Kosovu, kde se organizuje činnost napříč amatérskými i profesionálními úrovněmi, sportovními organizacemi a kluby, regulovanými Kosovským olympijským výborem a Ministerstvem kultury, mládeže a sportu. Sport je organizován v celcích zvaných městské ligy. V Prištině existuje sedm městských lig. Fotbalovou Městskou ligu tvoří 18 klubů, basketbalovou Městskou ligu 5 klubů, házenkářskou Městskou ligu 2 kluby, stolní tenis a šachy po 6 klubech, karate Městskou ligu 15 klubů a tenisovou Městskou ligu 2 kluby.
Hlavní sportovní centrum je Palác mládeže a sportu, který se nachází západně od středu města. Jeho součástí je i fotbalový stadion. V parku Grmija se rovněž nachází otevřený bazén.
Fotbal je nejpopulárnějším sportem ve městě. Zastupuje ho FK Priština, který hraje své domácí zápasy na stadionu Fadila Vokrriho. Jedním z nejoblíbenějších sportů v Prištině je také basketbal, který reprezentuje klub KB Priština. Je nejúspěšnějším basketbalovým klubem v Kosovu a hraje Balkánskou ligu. K němu se v Superlize připojil další prištinský tým, RTV 21.
Streetball je tradiční sportovní a kulturní akce pořádaná v parku Germia od roku 2000. Kromě úspěchů v halovém basketbalu se tým Che Baru stal v roce 2013 mistrem republiky. Toto vítězství se časově shodovalo s přijetím Streetballu Kosovo do Mezinárodní basketbalové federace. Velmi populární je také házená. Reprezentanti Prištiny jsou mezinárodně uznávaní a hrají mezinárodní zápasy.

### Kulturní památky
Z celkového počtu 426 kulturních památek na území Kosova se jich celkem 21 nachází v Prištině. Jedná se do značné míry o památky připomínající existenci Byzantské říše a Osmanské říše. Existují zde čtyři historické mešity, které byly vybudovány během doby turecké nadvlády, turecké lázně, veřejná fontána, historické domy vybudované před začátkem 20. století apod. Dochován je dům Emina Gjiku, který slouží jako Etnografické muzeum, který se řadí k nejstarším ve městě. Památkově chráněné jsou rovněž i původní lázně (hamam) a dále Filipovićův dům nebo Lazićův dům. Některé památkově chráněné budovy jsou však neudržované a ve špatném stavu, jako např. Dům Červeného kříže.
Historie Hodinové věže, neboli Sahat kula, se začala psát na počátku 20. století. Po požáru byla věž rekonstruována s použitím cihel. Původní zvon s datem výroby 1764 byl dovezen z Moldavska. V roce 2001 byl starý hodinový stroj byl nahrazen elektrickým.

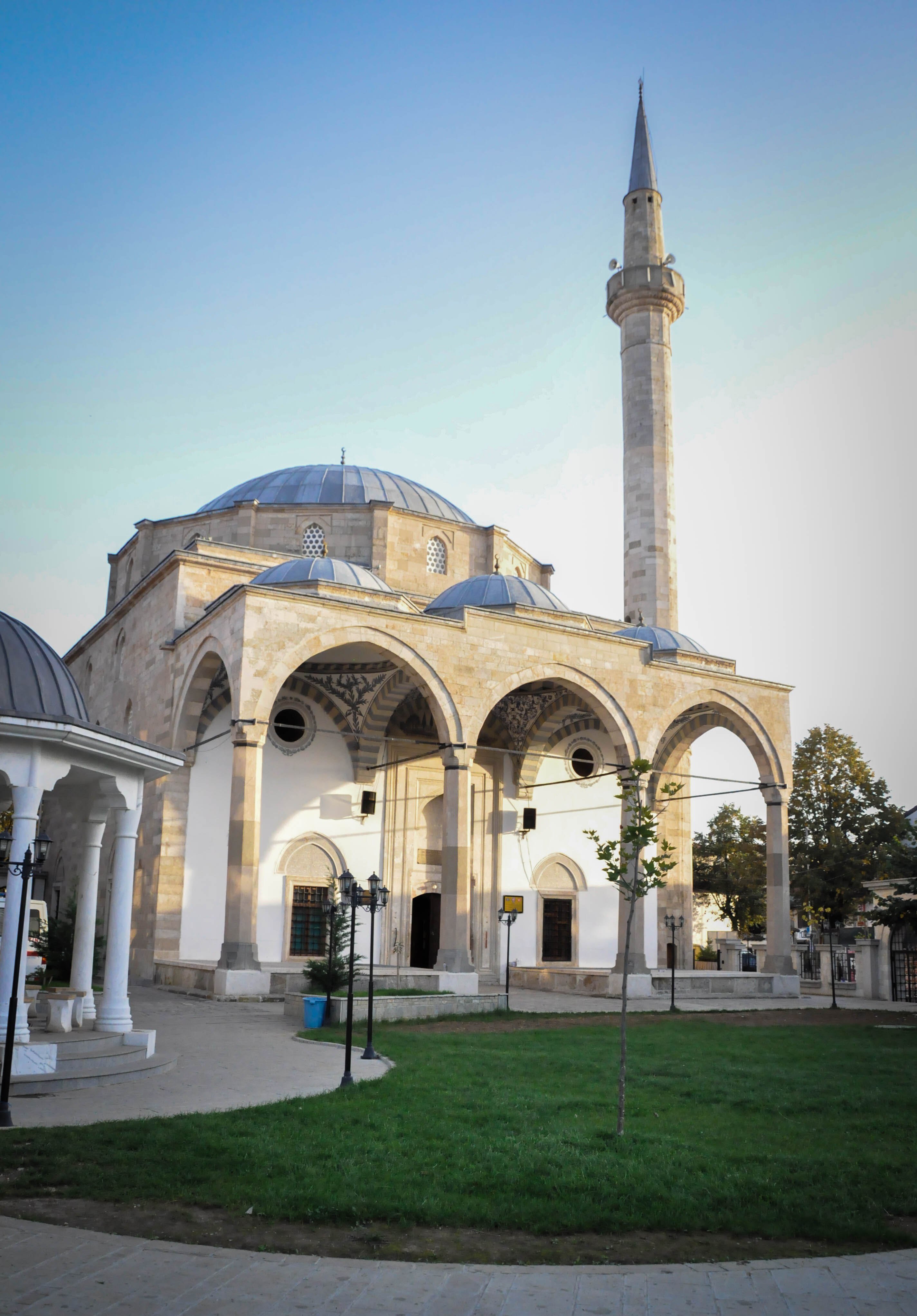
Mešita sultána Mehmeta
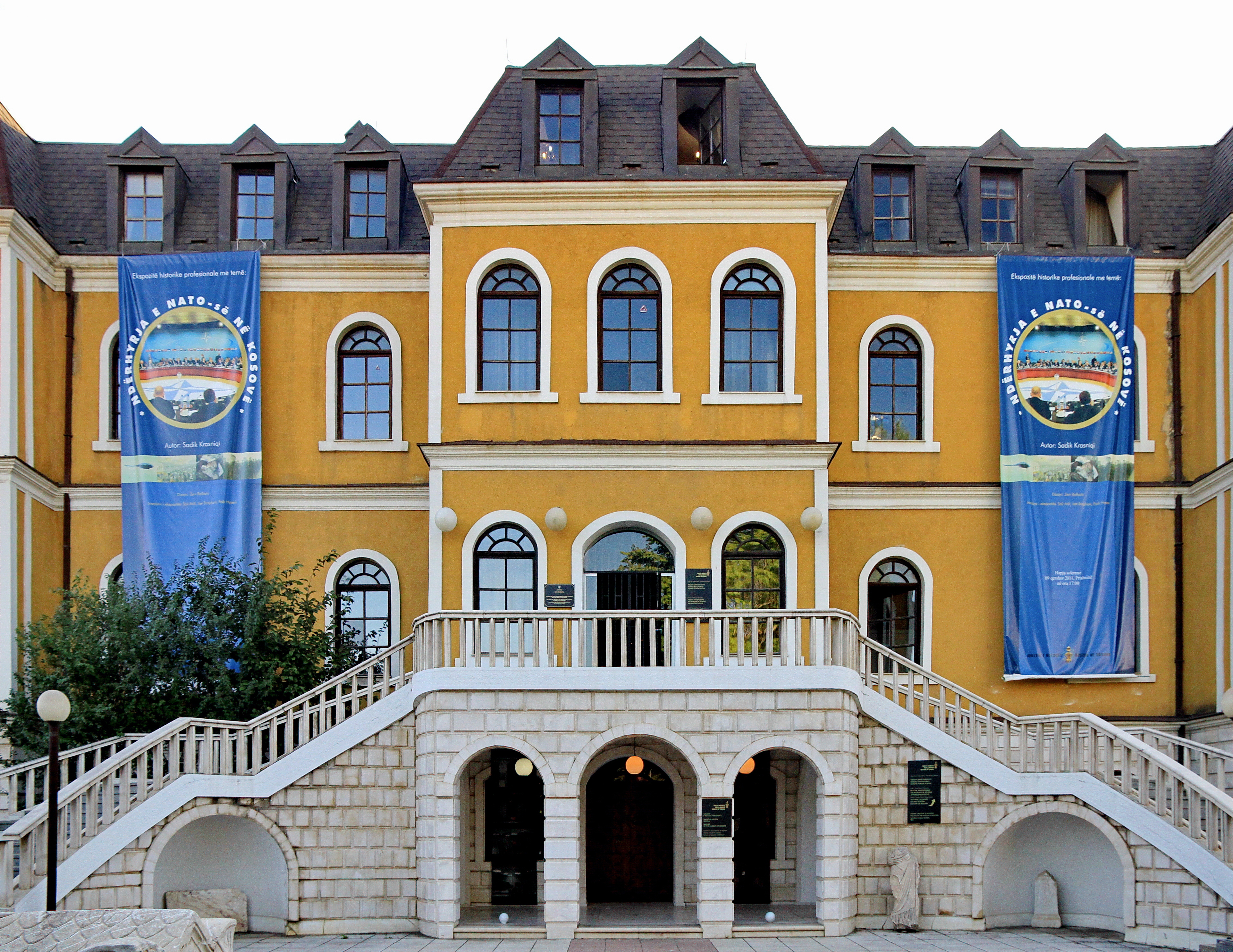
Fasáda Muzea Kosova.
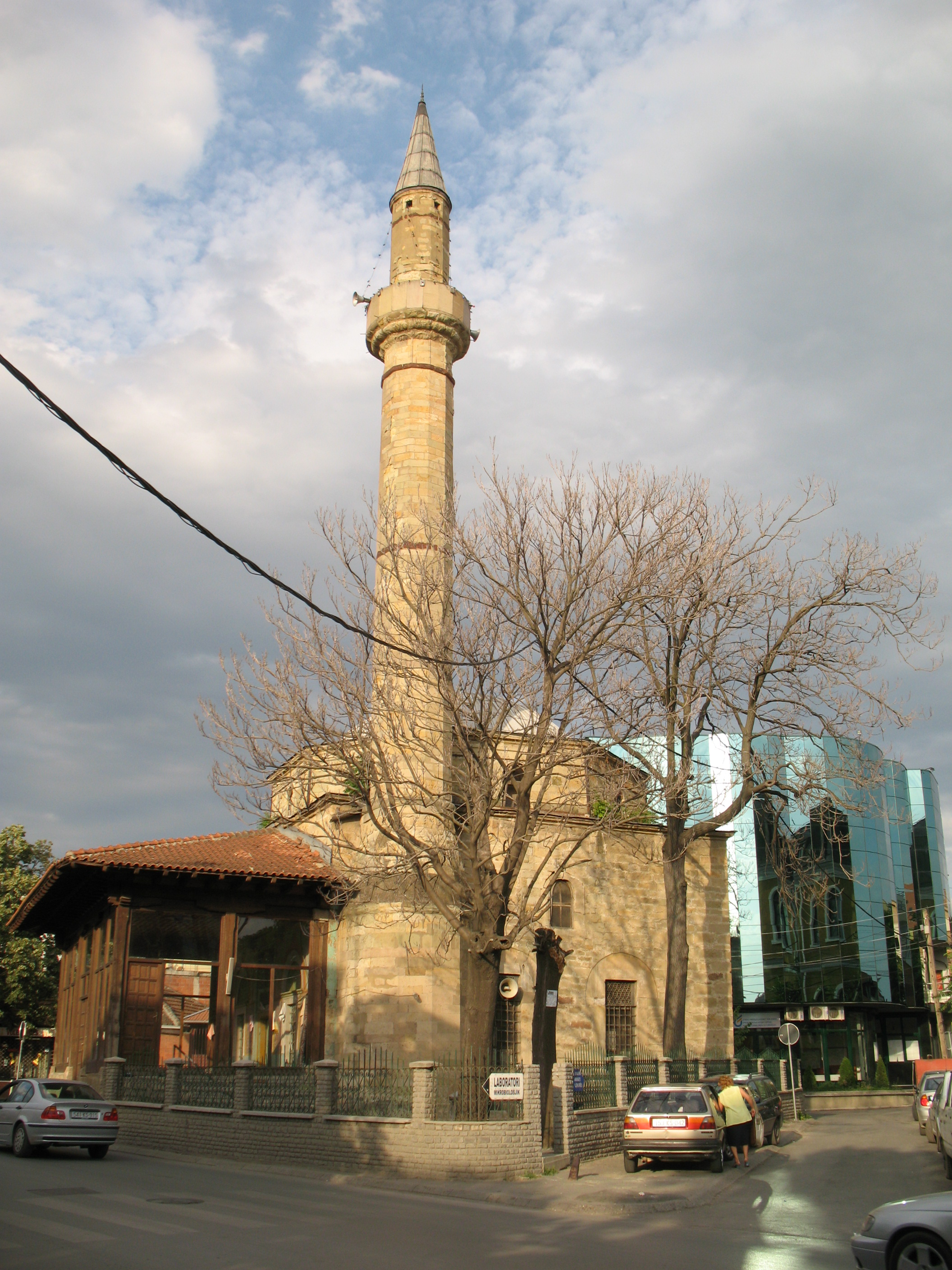
Jashar-Pašova mešita
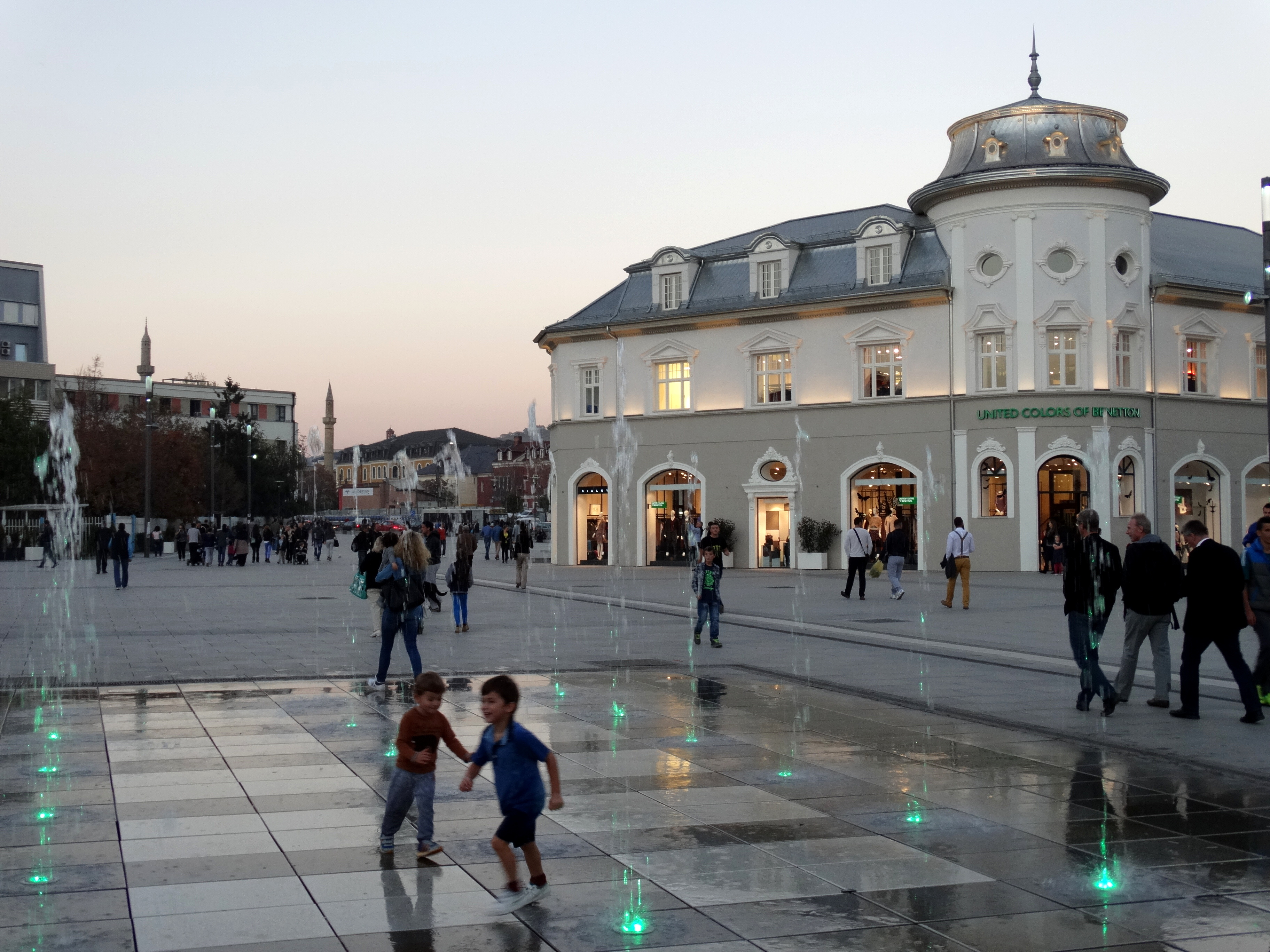
Střed města při západu slunce
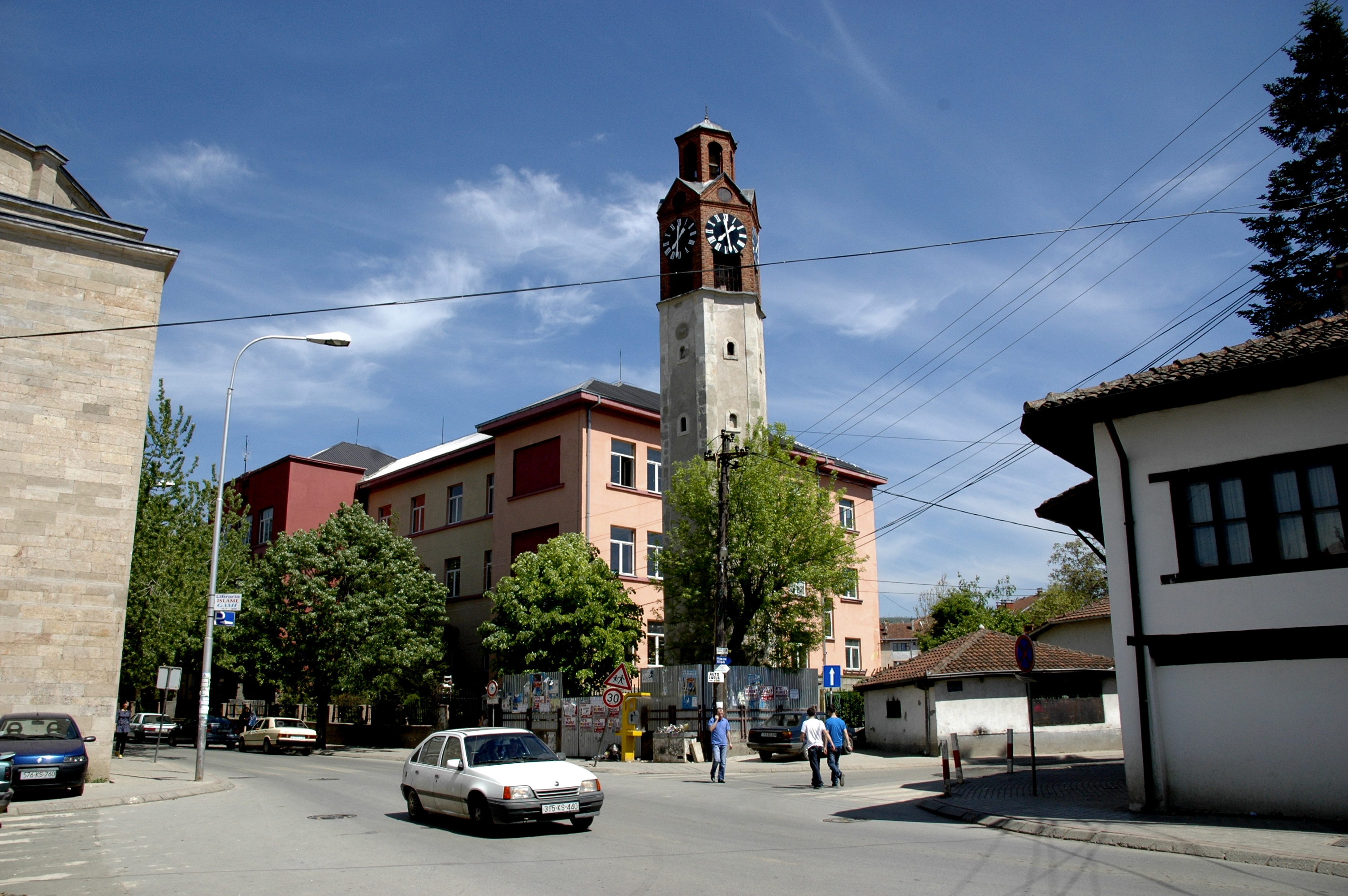
Hodinová věž
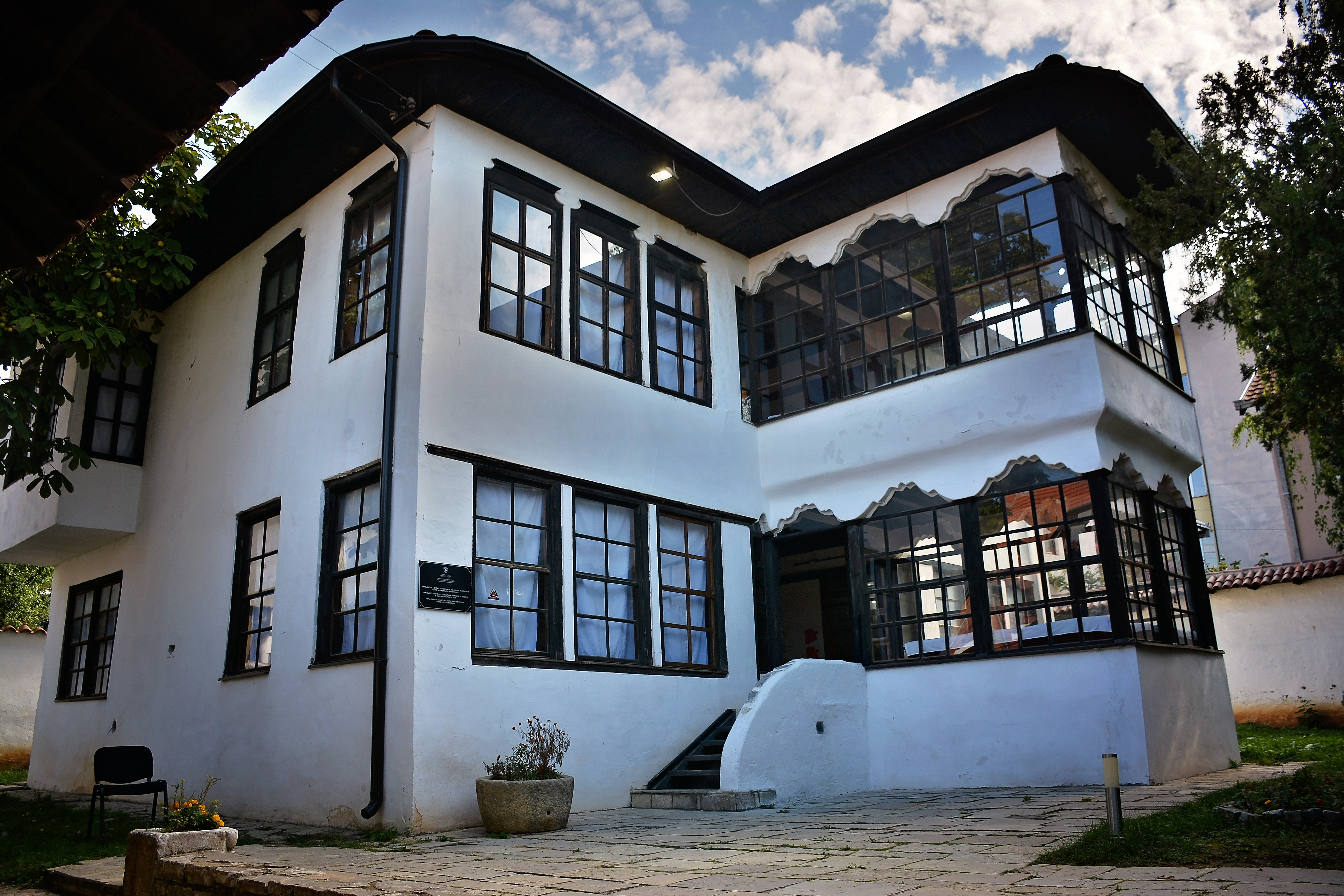
Budova Etnografického muzea
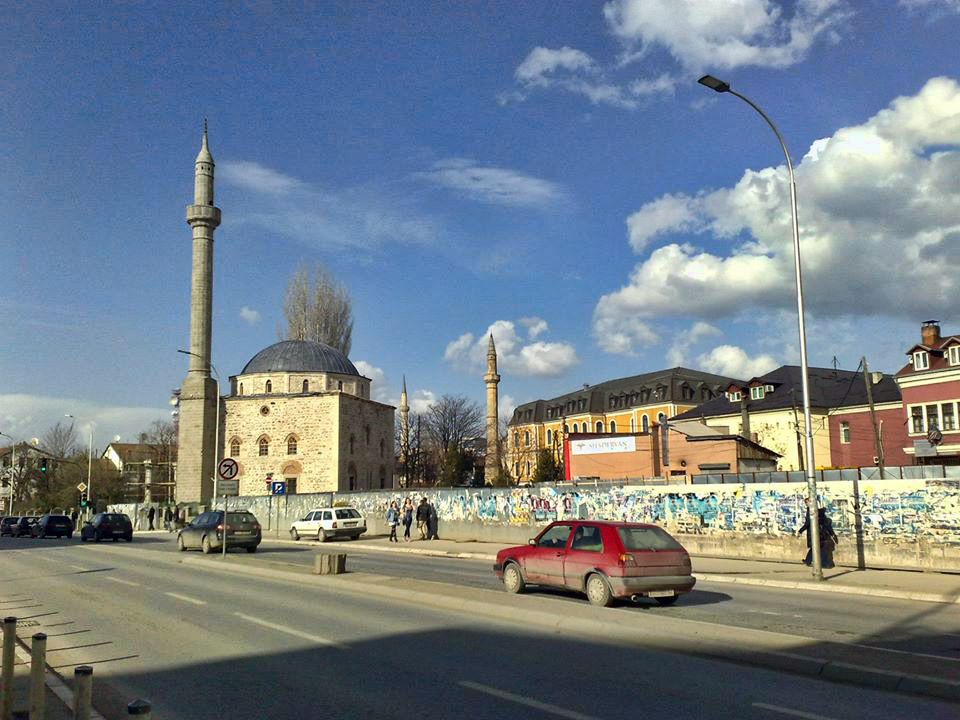
Mešita u tureckého bazaru
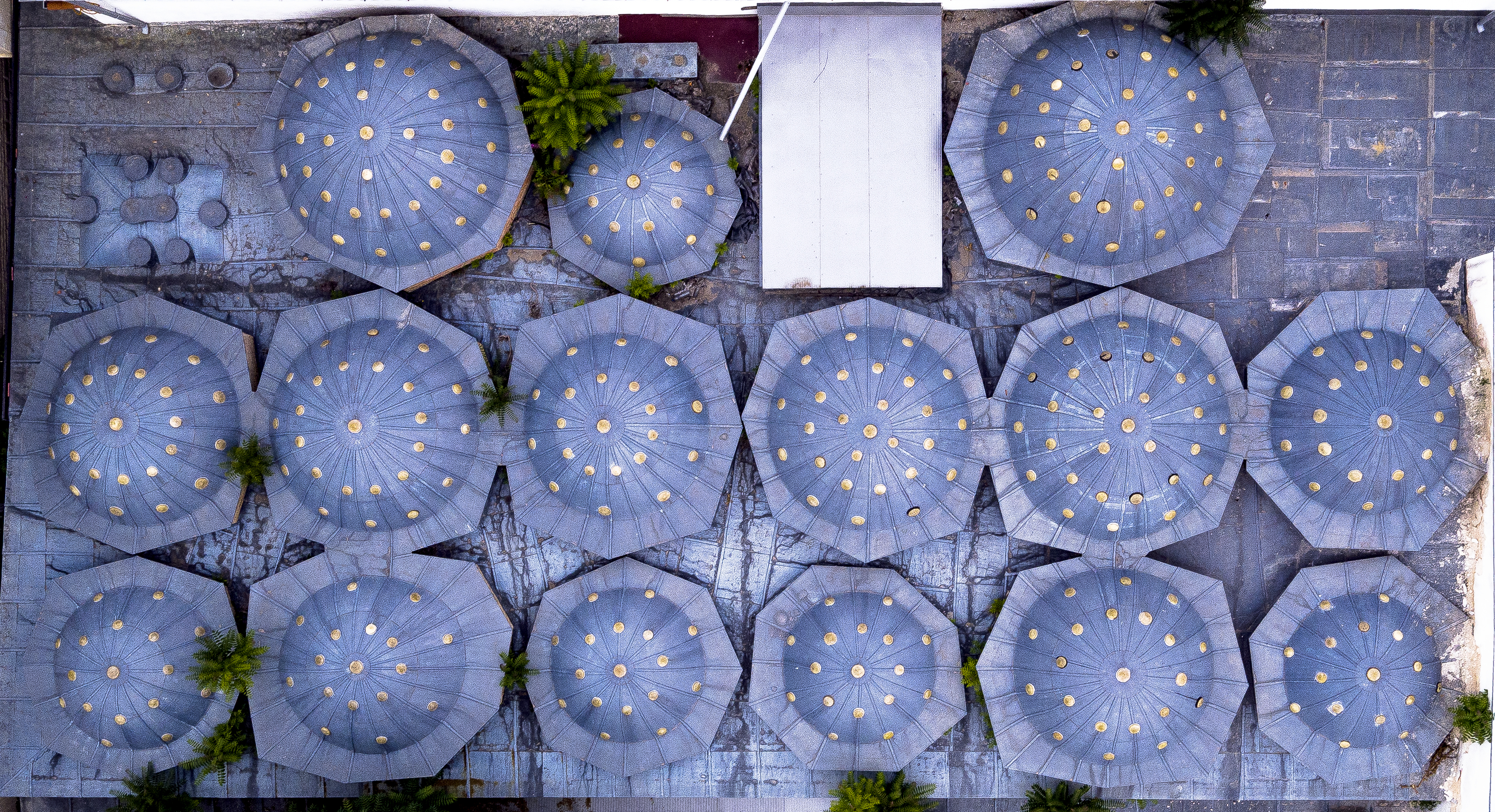
Kopule budovy prištinských tureckých lázní

## Partnerská města
- Namur, Belgie
- Madrid, Španělsko
- Tirana, Albánie
- Podgorica, Černá Hora
- Ankara, Turecko
- Záhřeb, Chorvatsko

## Známé osobnosti
Z Prištiny pocházejí následující známé osobnosti:
- Shpend Ahmeti, politik
- Dua Lipa, zpěvačka
- Rita Ora, zpěvačka
- Behgjet Pacolli, politik
- Albin Kurti, politik
- Zana Krasniqi, modelka
- Ardian Bujupi, zpěvák
- Aida Baraku, zpěvačka a novinářka
- Tony Dovolani, tanečník
- Marigona Dragusha, modelka
- Glauk Konjufca, politička
- Enver Petrovci, herec
- Lorik Cana, fotbalista
- Deni Avdija, basketbalista
- Zufer Avdija, bývalý basketbalista